# ポドラシェ県
ポドラシェ県（Podlaskie Voivodeship (ポーランド語: Województwo podlaskie [vɔjɛˈvut͡stfɔ pɔˈdlaskʲɛ] ( 音声ファイル))）は、ポーランド北東部の県である。県都はビャウィストック。ベラルーシ、リトアニアと接していて、国内ではルブリン県、マゾフシェ県、ヴァルミア＝マズールィ県と接している。県域にはポドラシェ低地がひろがっている。語源は「レフ人（ポーランド人）の近くの土地（pod Lachem）」で、中世ポーランド王国のリトアニアとの国境地帯であったためである。しかしこの一帯に広大な森があるため「森の近く（pod las）」が語源であると間違って解釈されることもある。

## 地域区分
- 市

1. ビャウィストク (297,356人)
2. スヴァウキ (69,858人)
3. ウォムジャ (62,965人)

- 町

1. アウグストゥフ (30,190)
2. ビェルスク・ポドラスキ (25,290)
3. ザンブルフ (22,098)
4. グライェヴォ (21,909)
5. ハイヌフカ (20,580)
6. ソクウカ (18,134)
7. ワピ (15,609)
8. Siemiatycze (14,418)
9. ヴァシルクフ (11,527)
10. コルノ (10,214)
11. Mońki (9,986)
12. Wysokie Mazowieckie (9,415)
13. チャルナ・ビャウォストツカ (9,318)
14. ホロシュチ (5,890)
15. Dąbrowa Białostocka (5,520)
16. Sejny (5,286)
17. チェハノヴィエツ (4,631)
18. スプラシル (4,605)
19. ブラニスク (3,767)
20. シュチュチン (3,376)
21. ミハウォヴォ (3,026)
22. クヌィシン (2,748)
23. チジェフ (2,633)
24. ザブウドゥフ (2,400)
25. クリンキ (2,405)
26. リプスク (2,326)
27. スホヴォラ (2,183)
28. スタヴィスキ (2,174)
29. Szepietowo (2,170)
30. ノヴォグルト (2,155)
31. ティコチン (1,973)
32. ドロヒチン (1,970)
33. Goniądz (1,814)
34. Jedwabne (1,626)
35. ライグルト (1,573)
36. クレシュチェレ (1,250)
37. Suraż (988)

- 郡（powiat）
  - アウグストゥフ郡 (Powiat augustowski)
  - ビャウィストク郡 (Powiat białostocki)
  - ビェルスク・ポドラスキ郡 (Powiat bielski)
  - グライェヴォ郡 (Powiat grajewski)
  - ハイヌフカ郡 (Powiat hajnowski)
  - コルノ郡 (Powiat kolneński)
  - ウォムジャ郡 (Powiat łomżyński)
    - イェドヴァブネ （Jedwabne; en）

  - モンキ郡 (Powiat moniecki)
  - セイヌィ郡 (Powiat sejneński)
  - シェミャティチェ郡 (Powiat siemiatycki)
  - ソクウカ郡 (Powiat sokólski)
  - スヴァウキ郡 (Powiat suwalski)
  - ヴィソキェ・マゾヴィエツキェ郡 (Powiat wysokomazowiecki)
  - ザンブルフ郡 (Powiat zambrowski)

## 自然
県東部には、世界遺産に登録されているビャウォヴィエジャ森林保護区が隣国ベラルーシにもまたがった広がっている。広大な森林は原初の姿をそのままに残しており、ヨーロッパバイソンをはじめとする数多くの動物が生息している。

## 交通機関

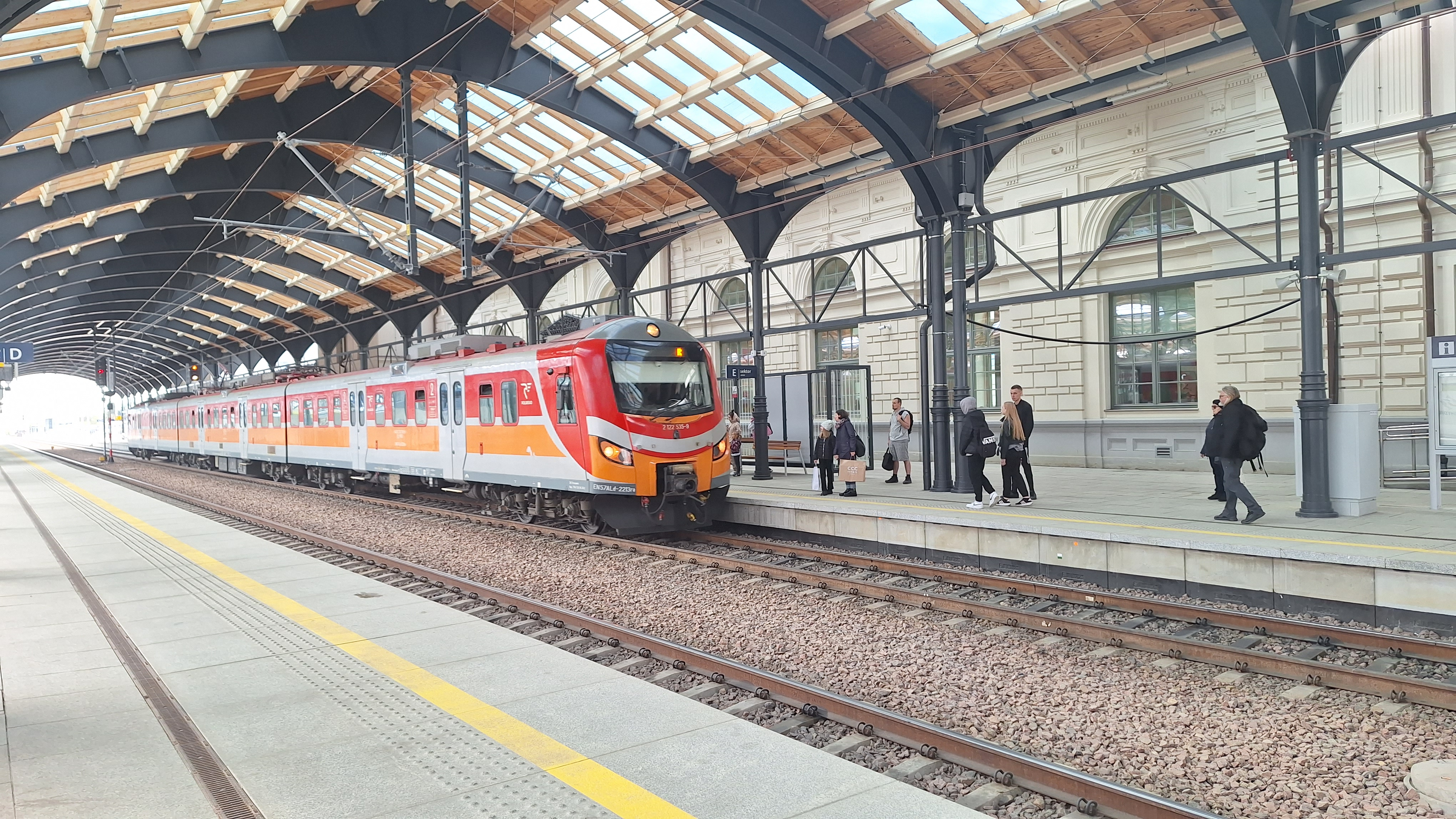
ビャウィストク駅

## 観光地

### アウグストゥフ（Augustów）
この街を中心とした広大な地域に整備されているアウグストゥフ運河（Augustów Canal）はヴィスワ川とニェメン川を連結するために19世紀にポーランド立憲王国がプロイセン王国に対抗する国策として整備した。景観が美しく文化的価値も高いため、現在この運河はユネスコ世界遺産の暫定リストに登録されている。アウグストゥフ運河には遊覧船が運航している。市の公式サイト（ポーランド語）あり。

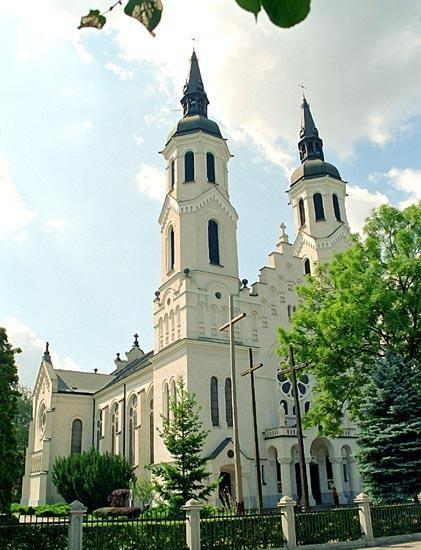
大聖堂
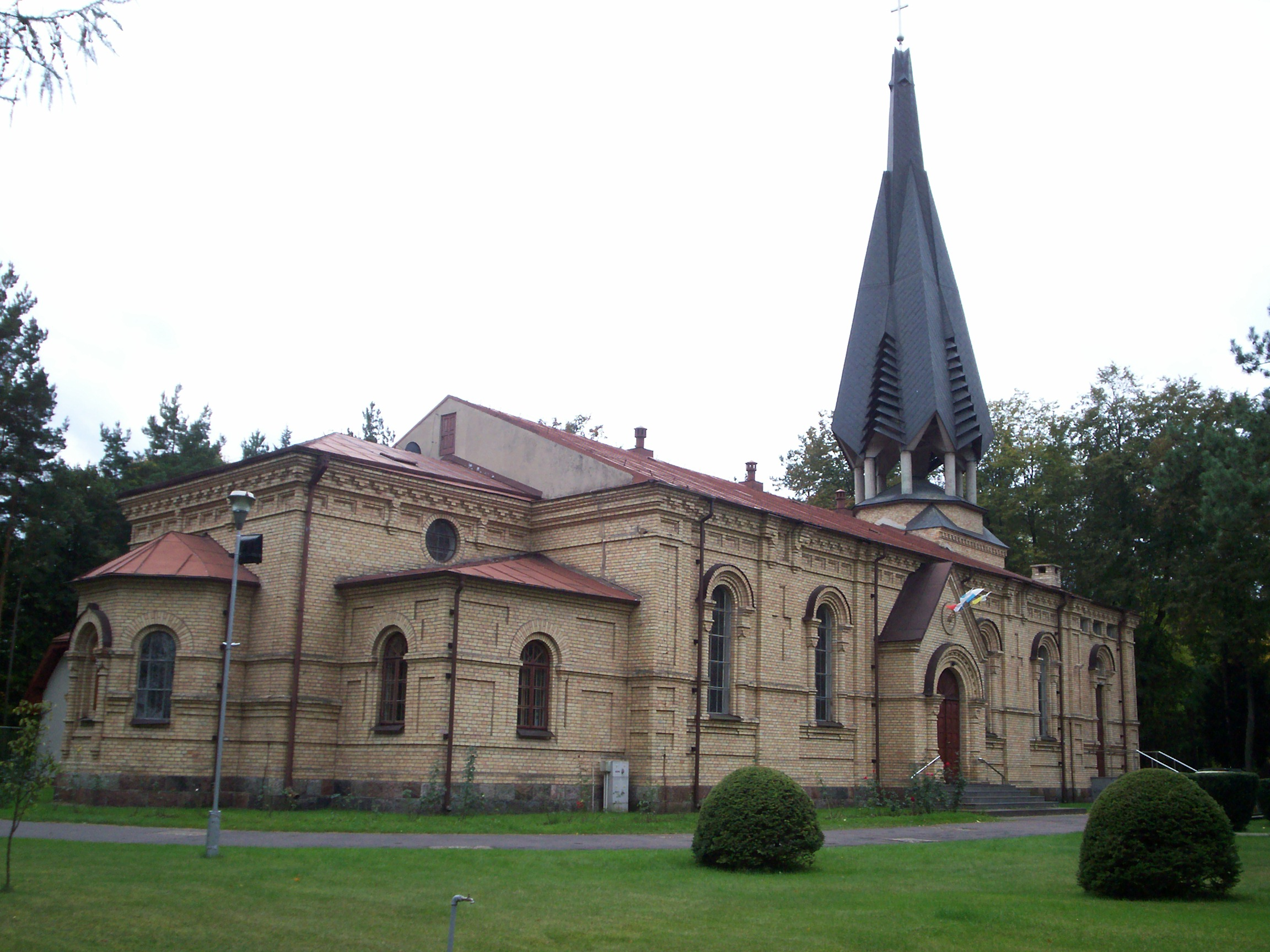
チェンストホヴァの聖マリア教会（アウグゥストゥフ市）
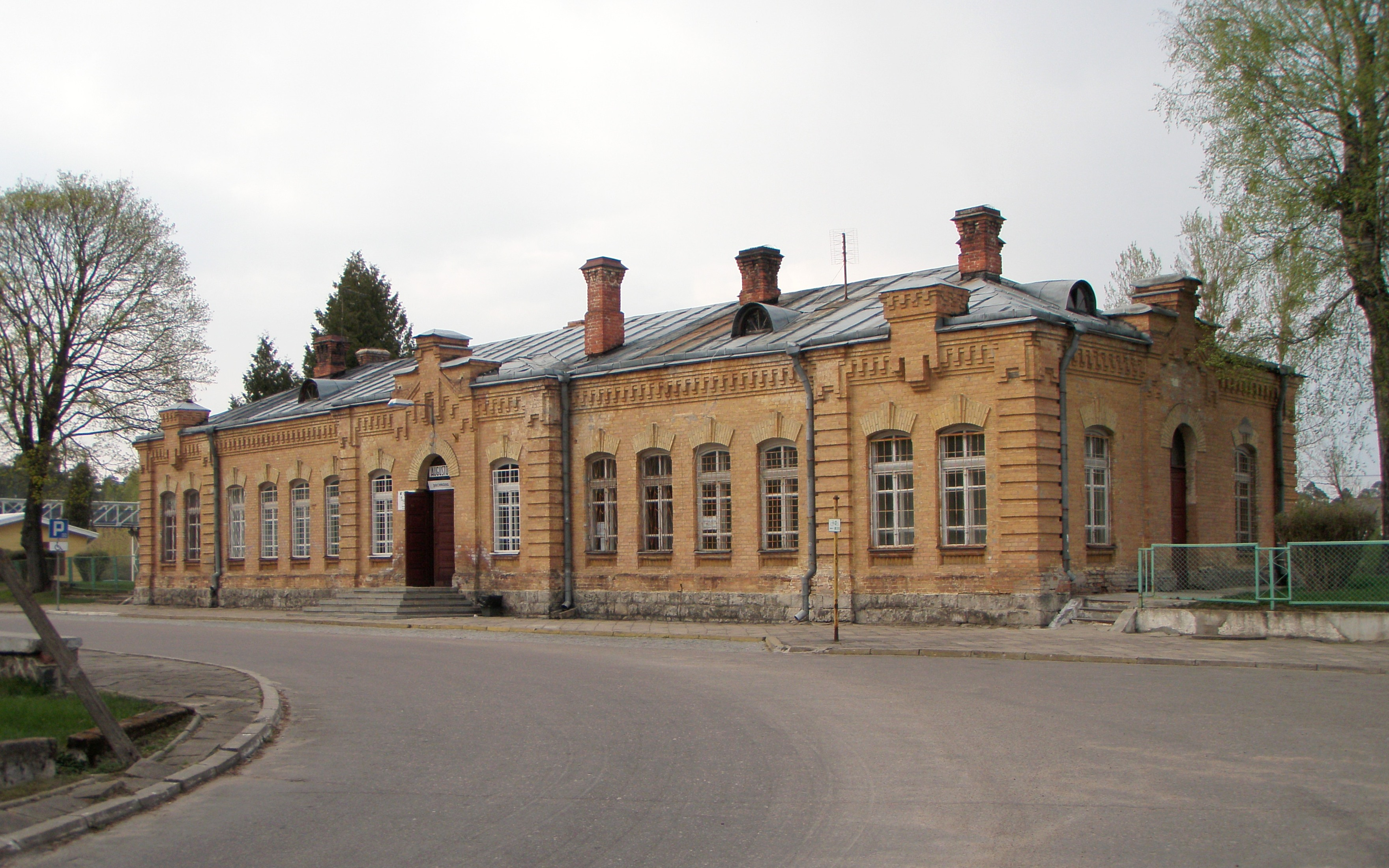
アウグゥストゥフ駅
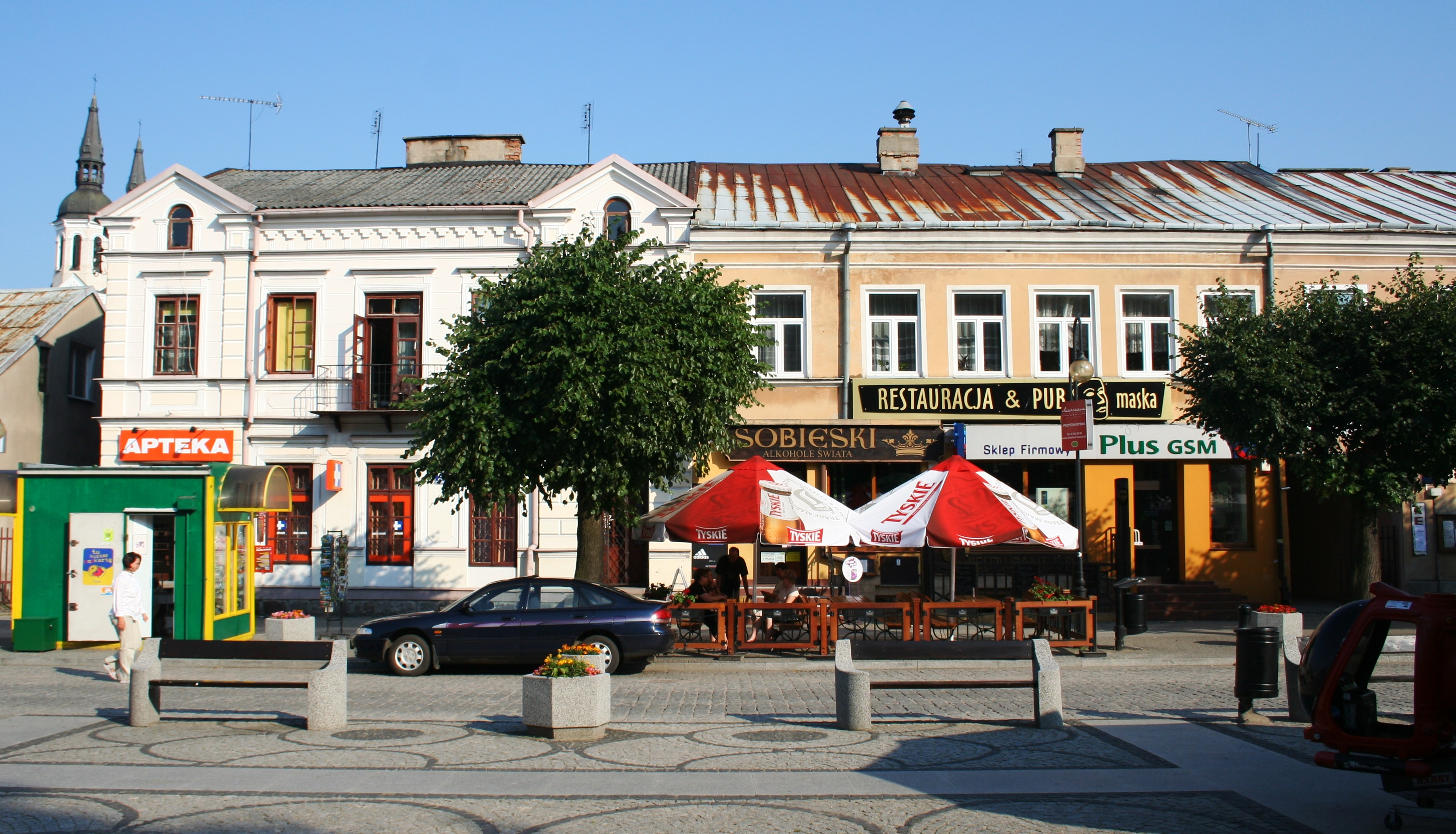
アウグゥストゥフ旧市街の市場広場
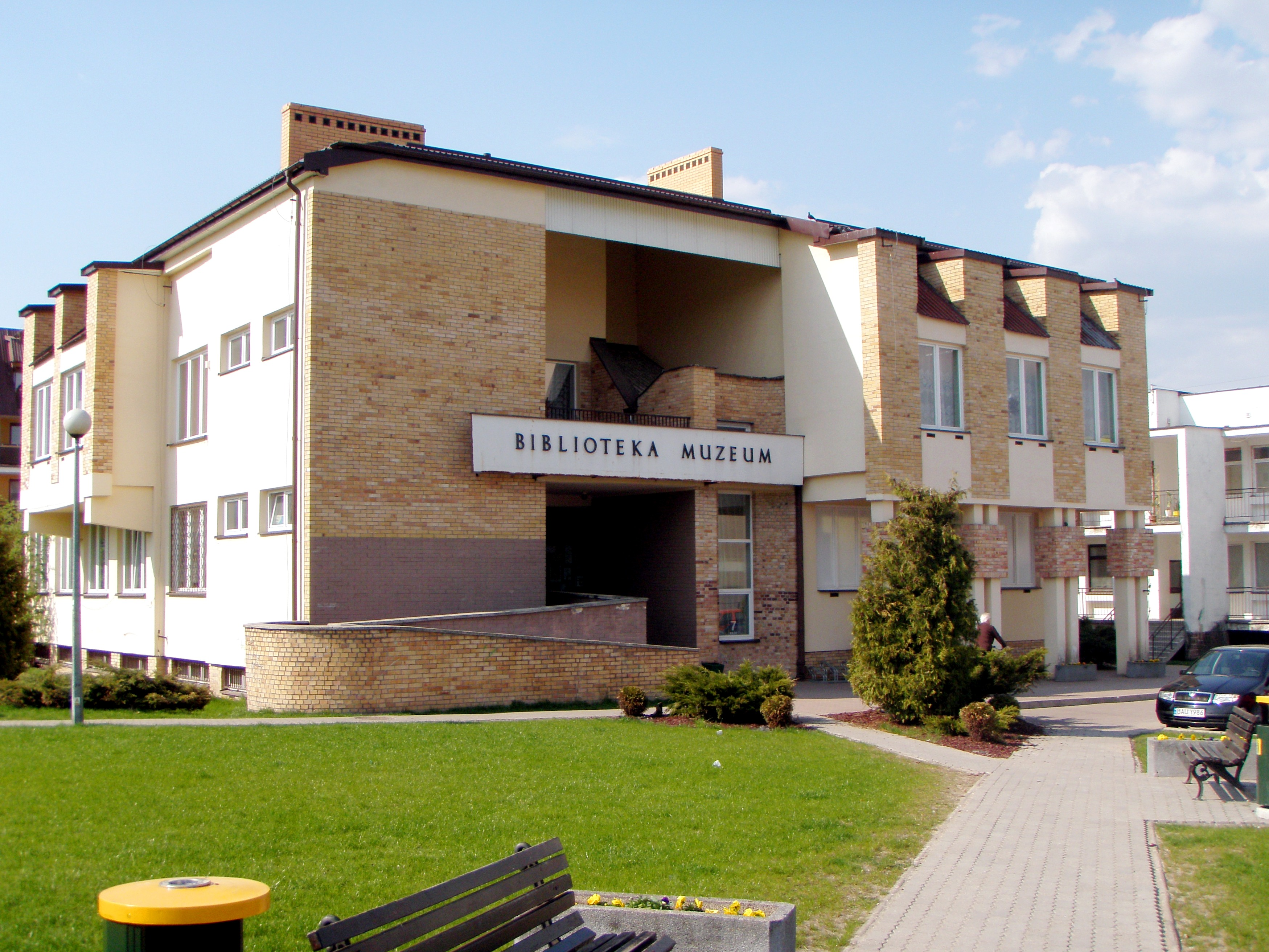
市立図書館・市立博物館
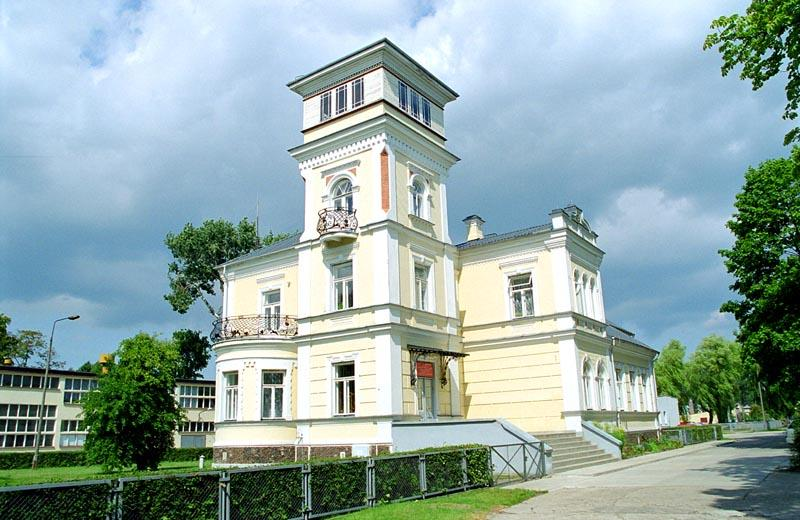
水道局庁舎
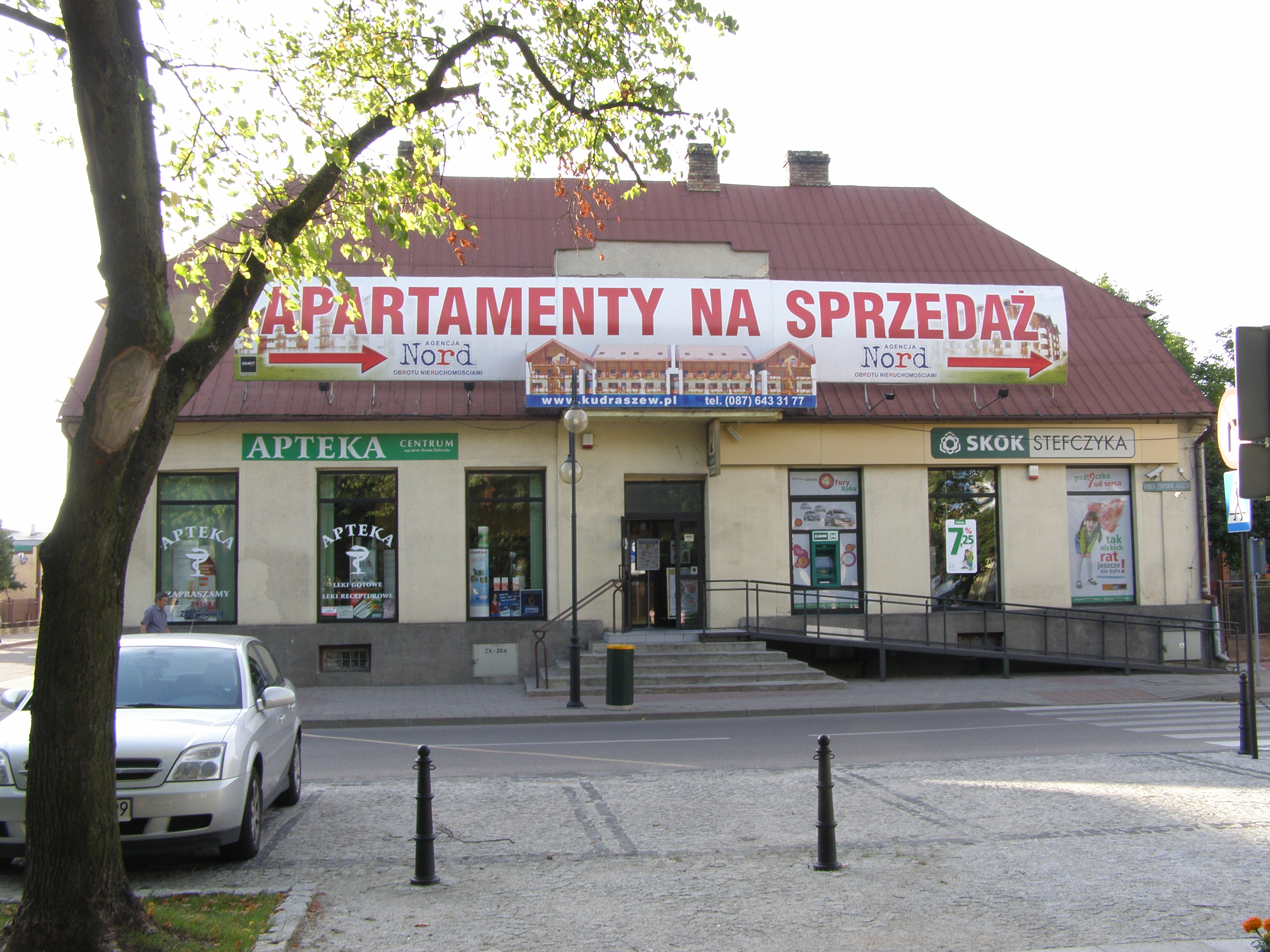
アウグゥストゥフで最古の建物（現在は薬局と銀行）
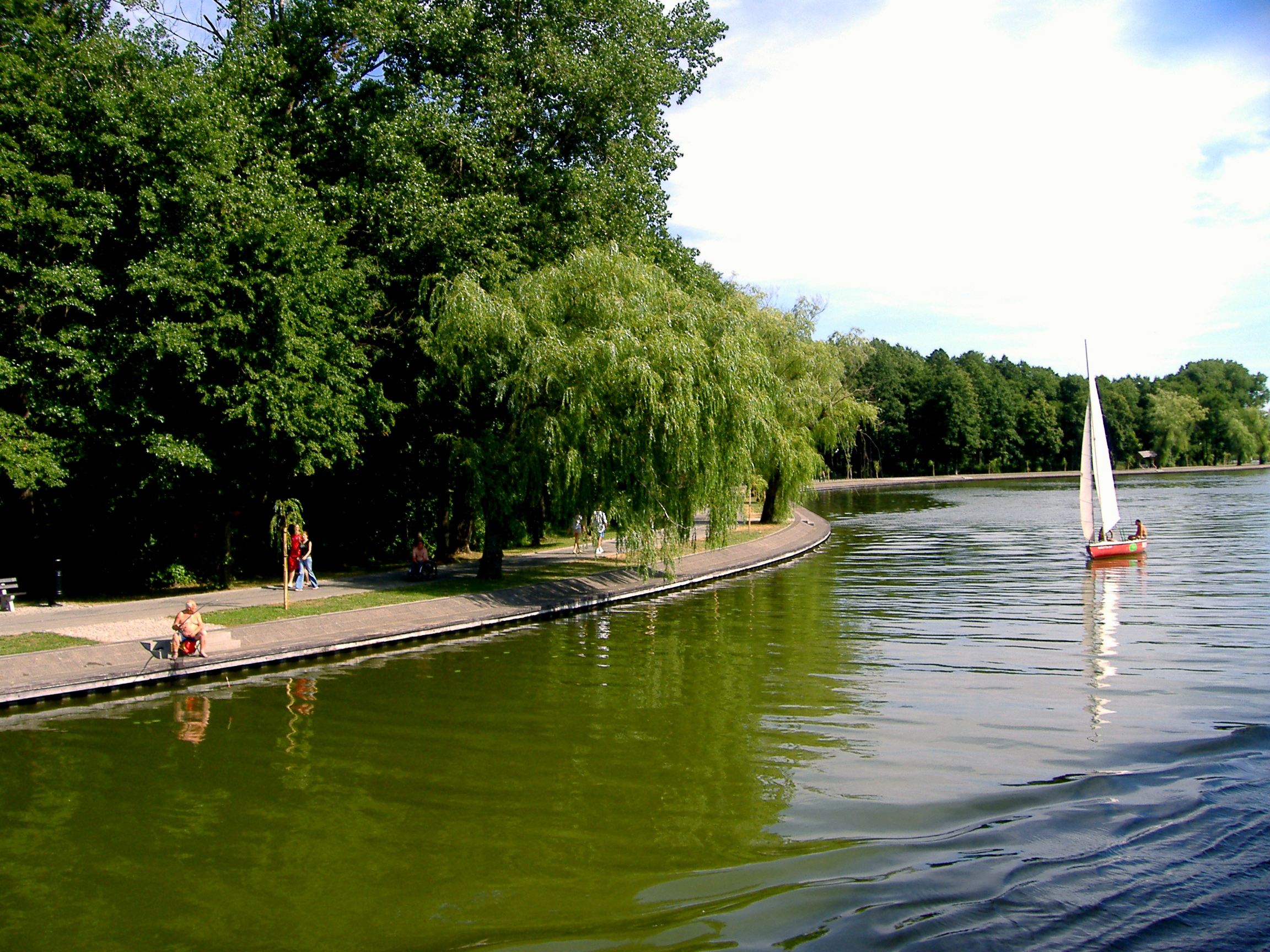
アウグストゥフ運河（アウグストゥフ市内）
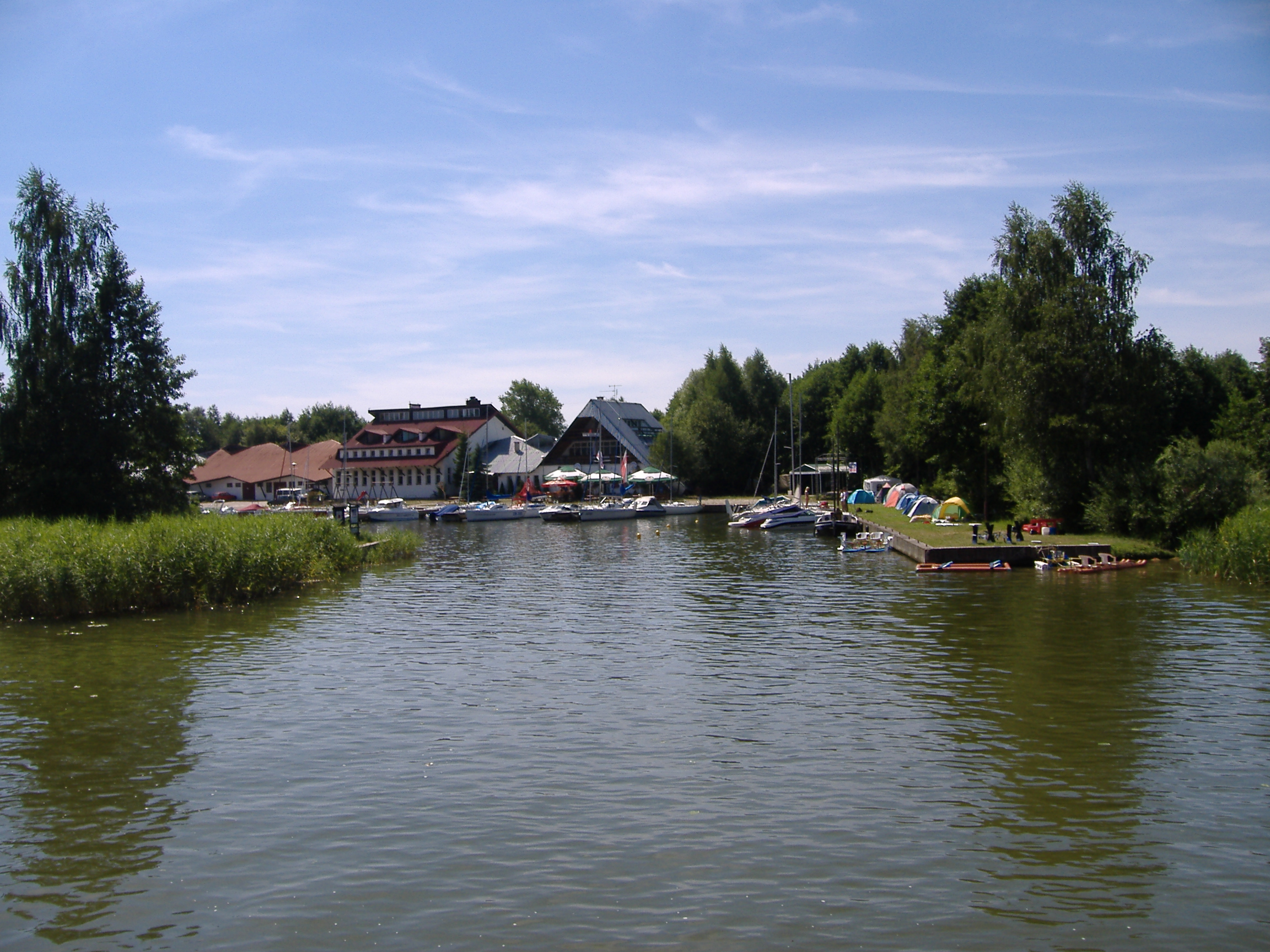
ボートハウス
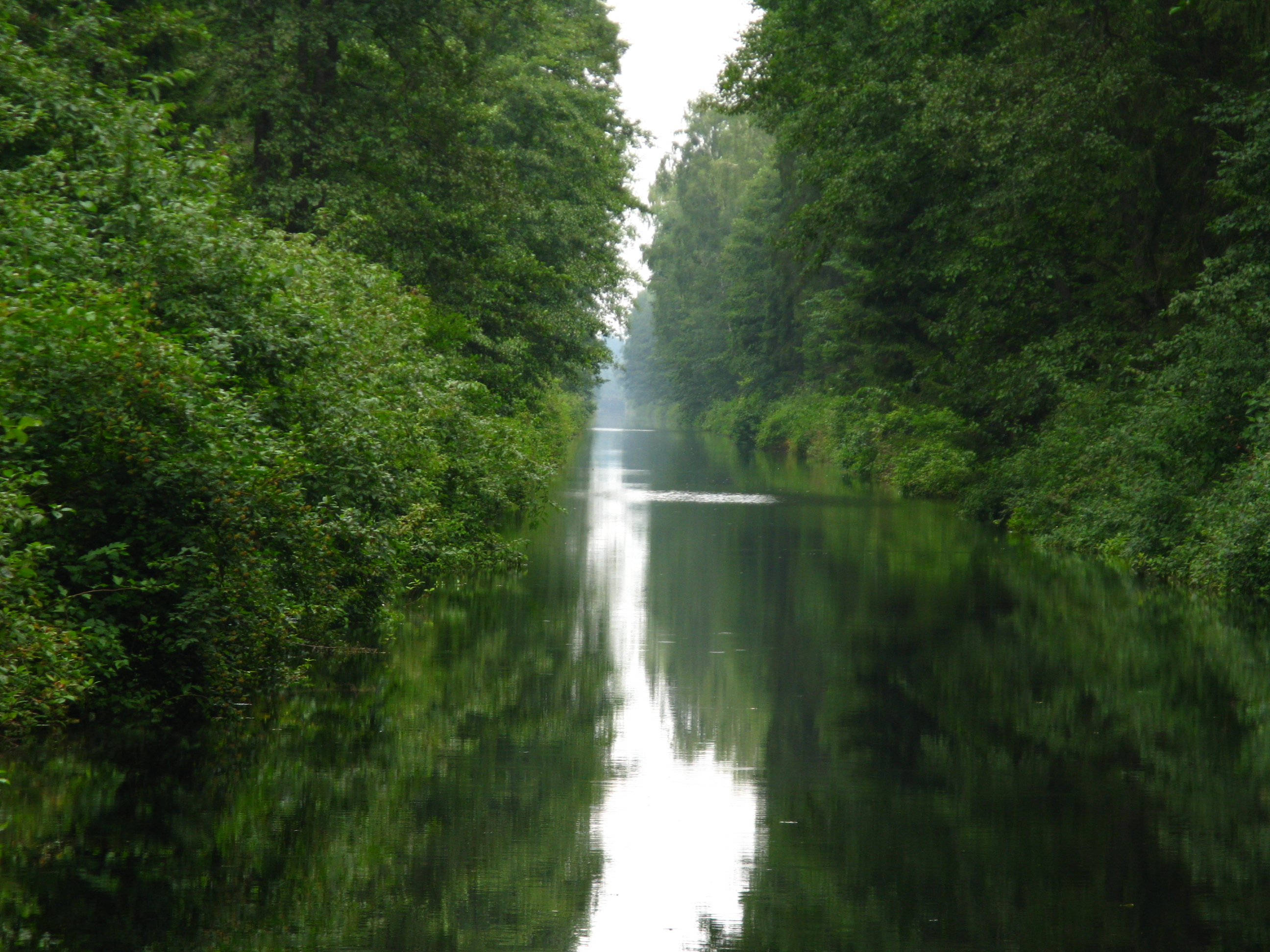
アウグストゥフ運河（アウグストゥフ郊外）
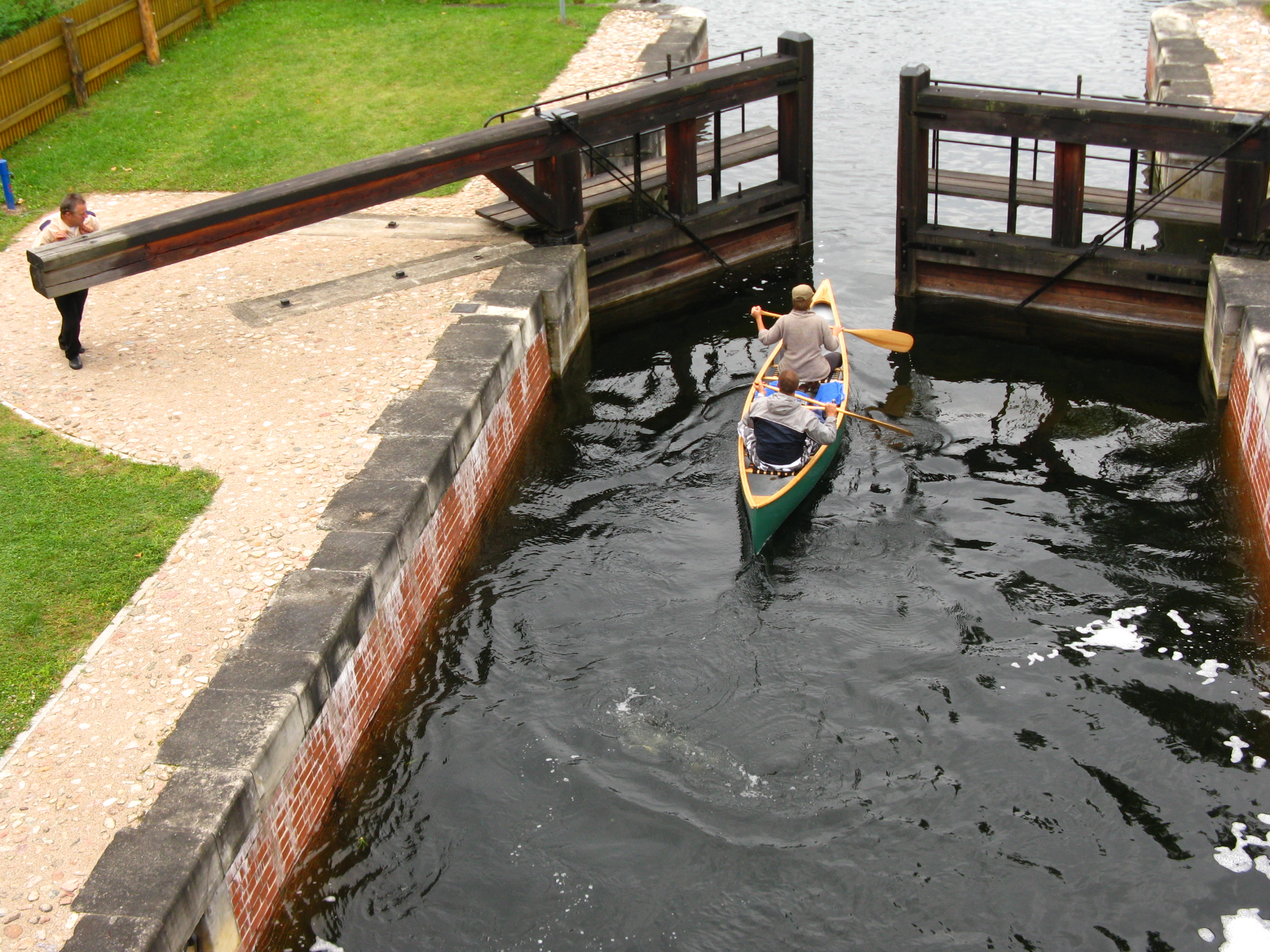
アウグゥストゥフ運河の閘門（ゴルチツァ村）
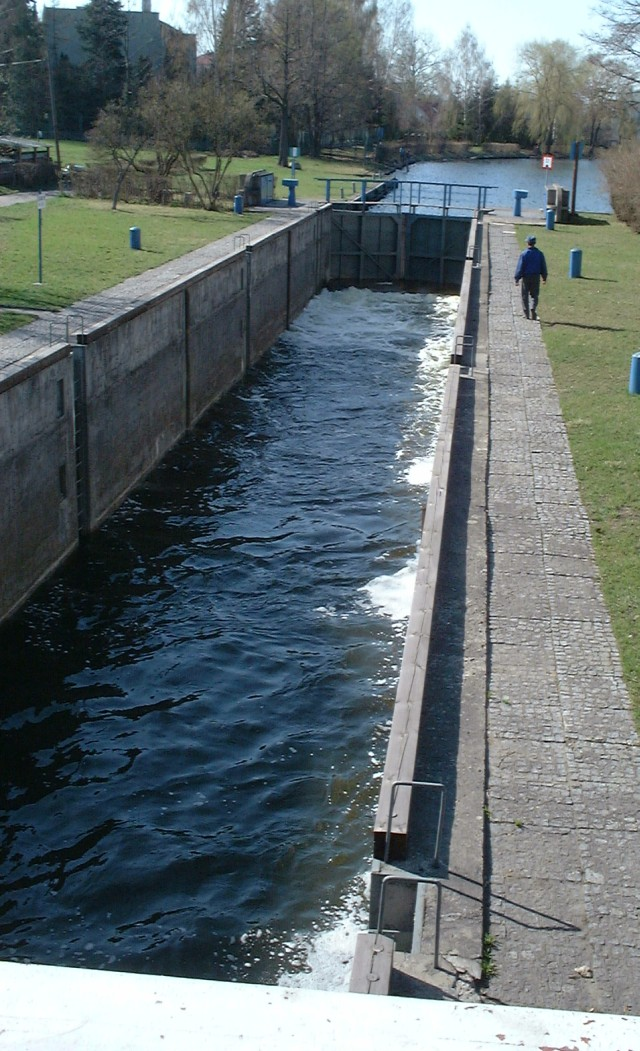
アウグストゥフ運河の閘門（アウグゥストゥフ市）
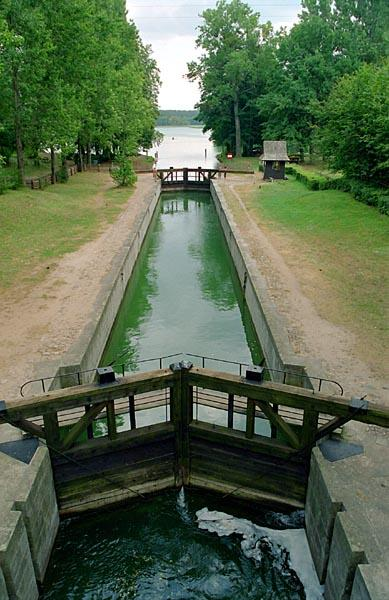
湖とアウグゥストゥフ運河をつなぐ閘門（アウグゥストゥフ市）
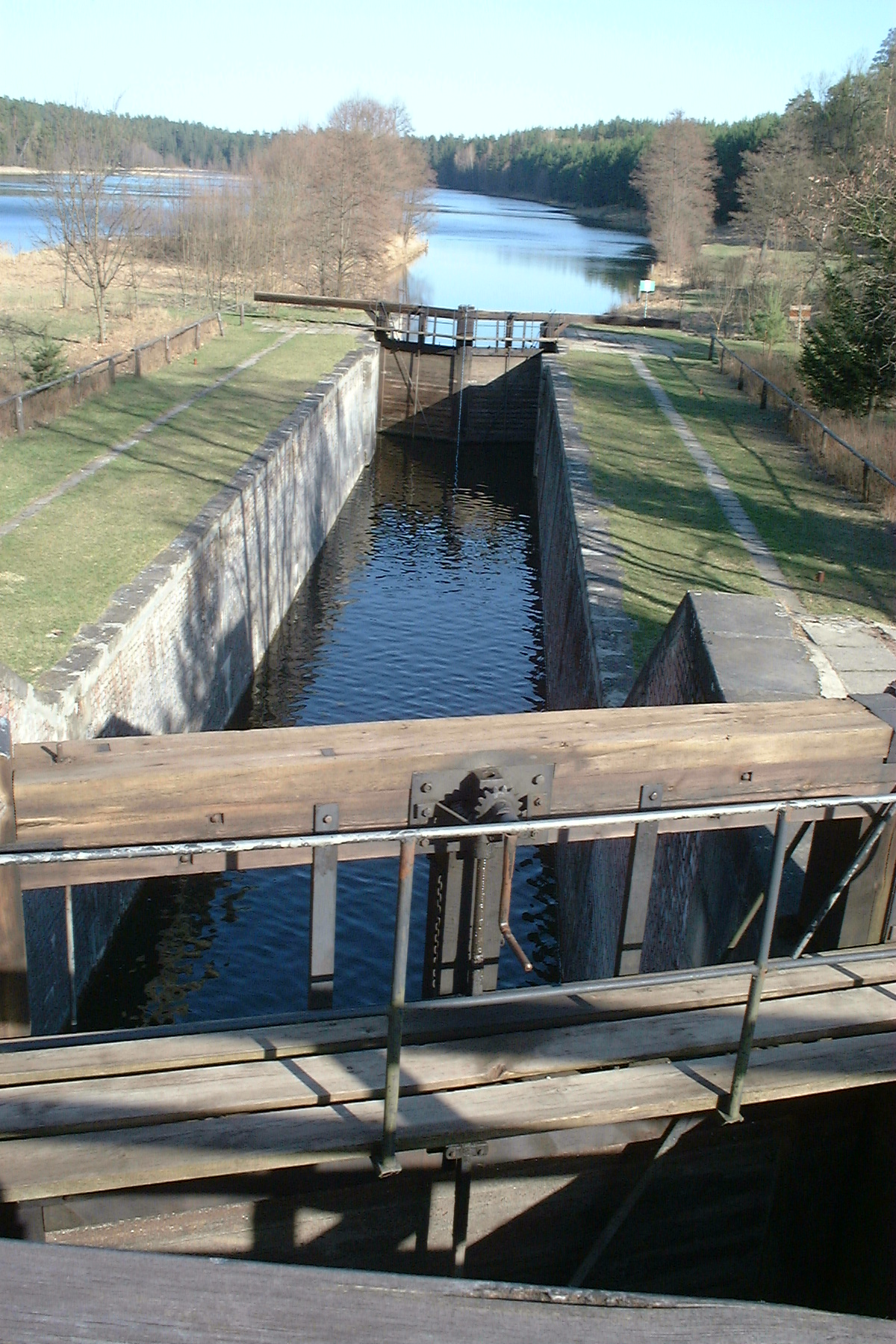
湖とアウグゥストゥフ運河をつなぐ閘門（パニェヴォ村）
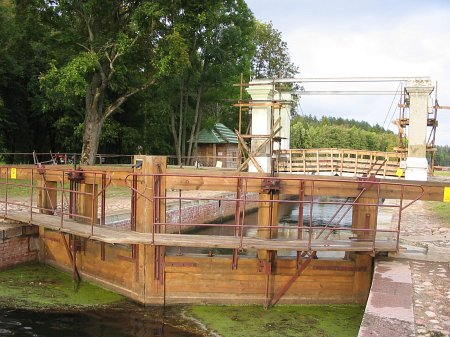
アウグゥストゥフ運河の閘門（ドンブロフカ村）
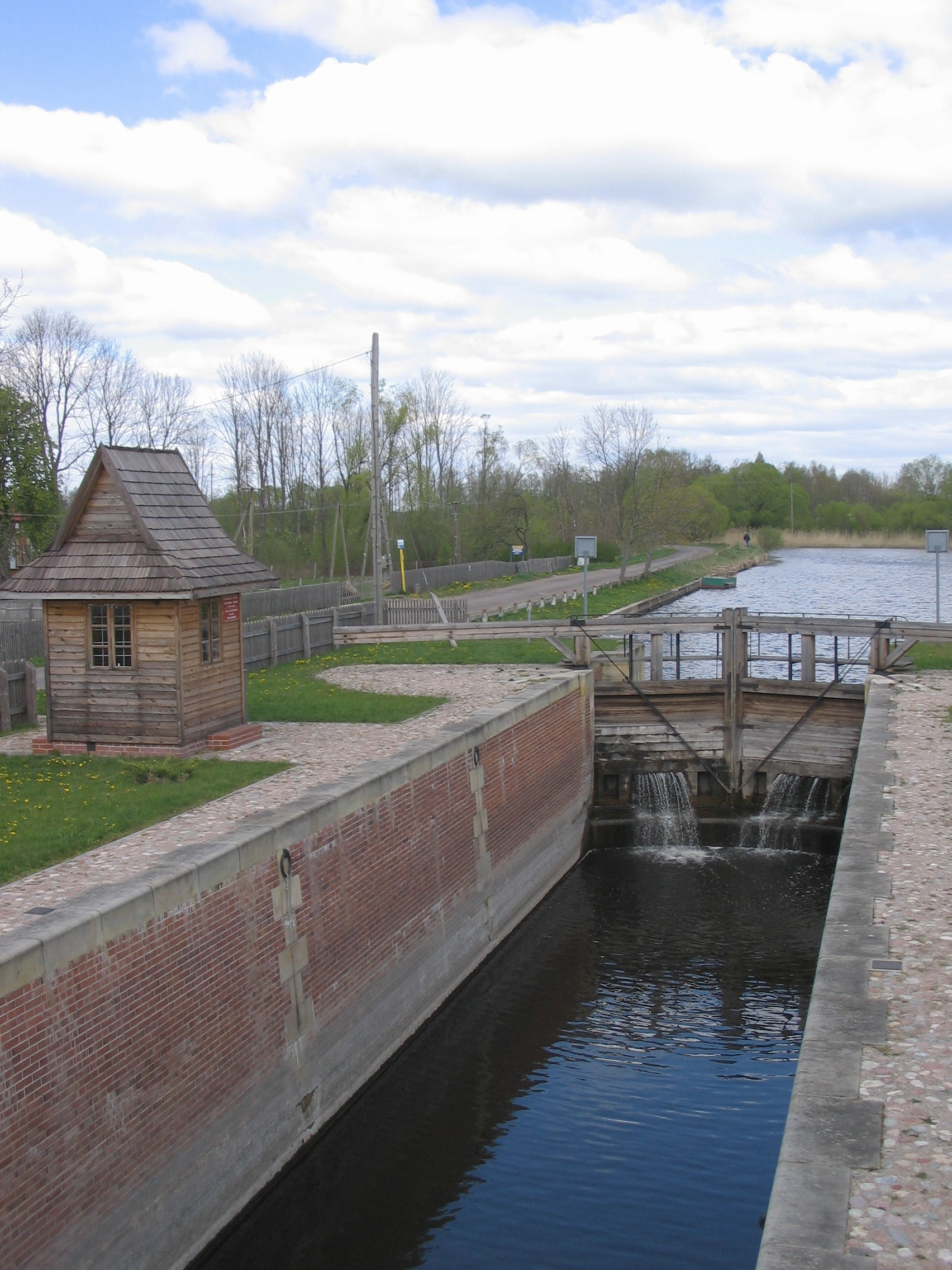
アウグゥストゥフ運河の閘門（シルザ村とデンボヴォ村の境）
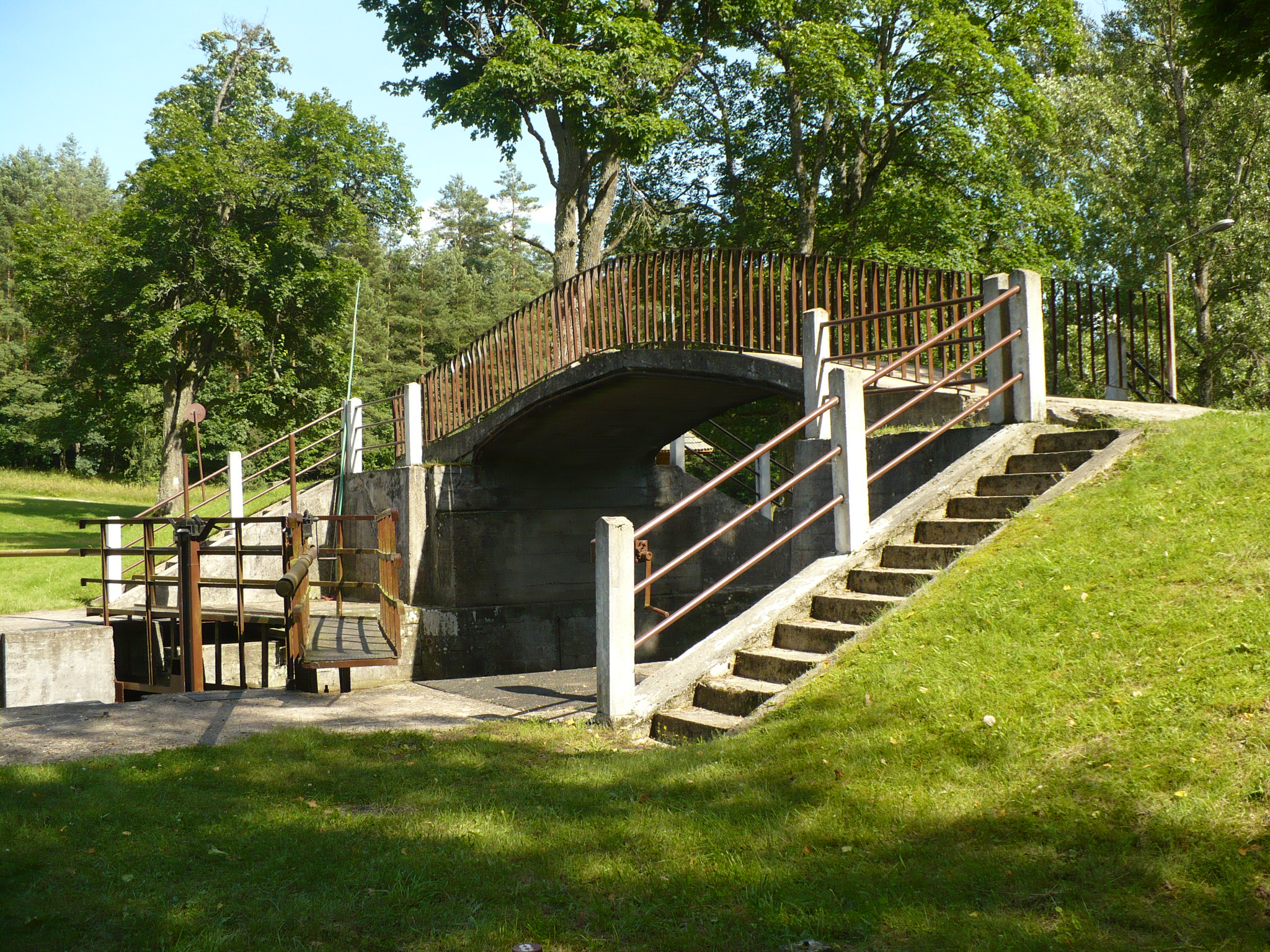
アウグゥストゥフ運河の閘門（シルザ村）

### ビャウィストク（Białystok）
ポドラシェ県の県都で県内最大の都市。エスペラント語の創始者ルドヴィコ・ザメンホフの出身地。「ポドラシェ地方のヴェルサイユ」と呼ばれる豪壮なブラニツキ家の宮殿（Pałac Branickich）、ルボミルスキ家の宮殿（Pałac Lubomirskich）、ハスバッハ家の宮殿（Pałac Hasbacha w Białymstoku）といった宮殿群、ビャウィストク大聖堂（Zespół Bazyliki Archikatedralnej Wniebowzięcia NMP）をはじめとしたカトリック教会、ビャウィストク聖神教会（Cerkiew Świętego Ducha w Białymstoku）やマグダラのマリア教会（Cerkiew św. Marii Magdaleny）などの東方正教会、ピャスキ地区シナゴーグ（Synagoga Piaskower）などのユダヤ教会といった名所がある。市の公式サイト（ポーランド語）あり。

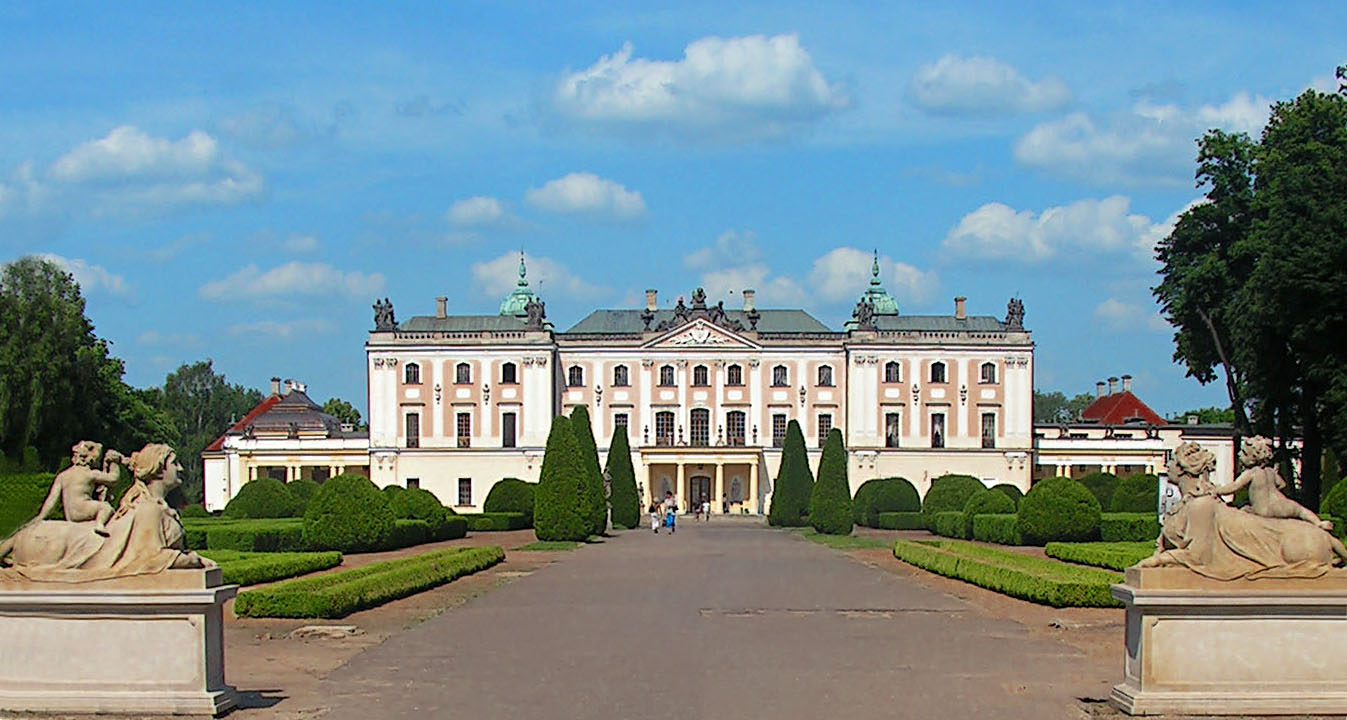
ブラニツキ家の宮殿
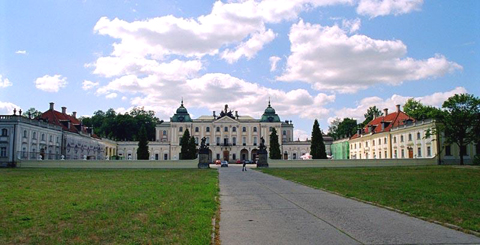
ブラニツキ家の宮殿
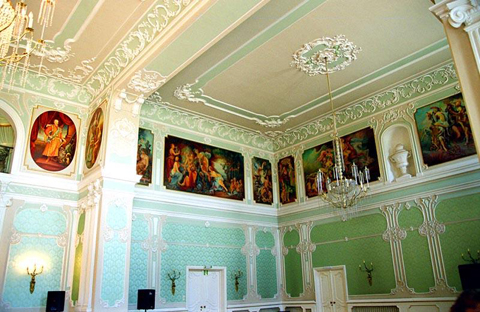
ブラニツキ家の宮殿
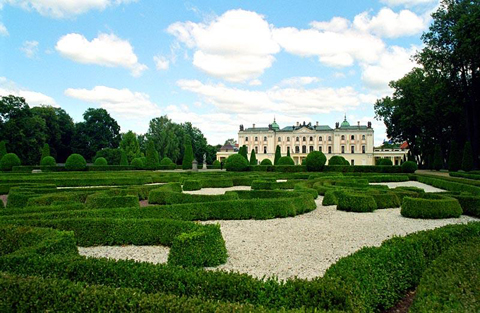
ブラニツキ家の宮殿
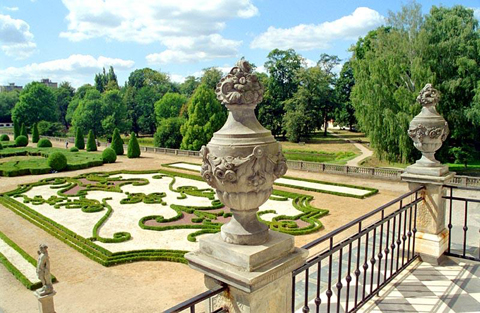
ブラニツキ家の宮殿
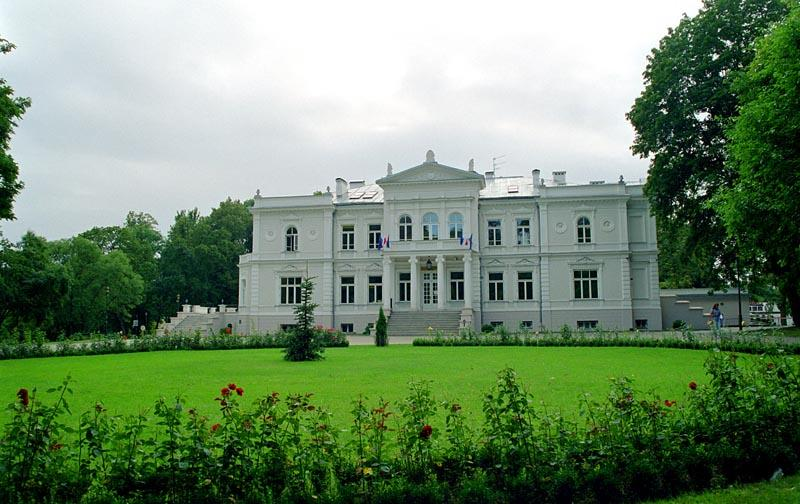
ルボミルスキ家の宮殿
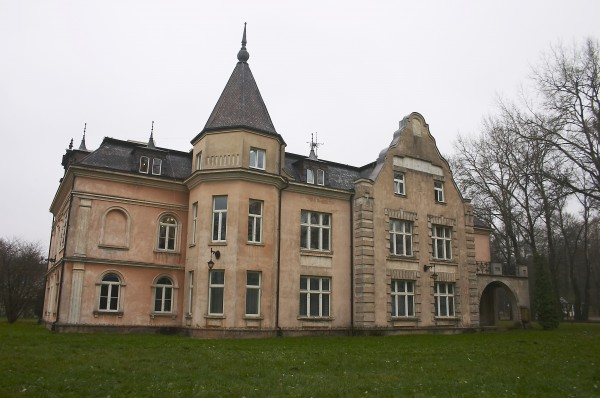
ハスバッハ家の宮殿
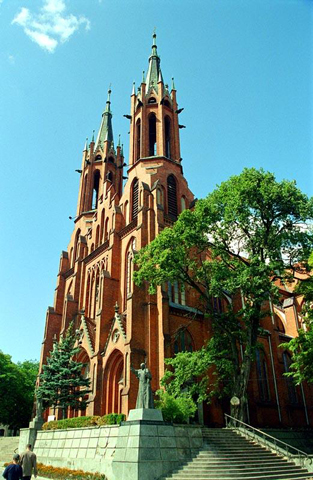
ビャウィストク大聖堂
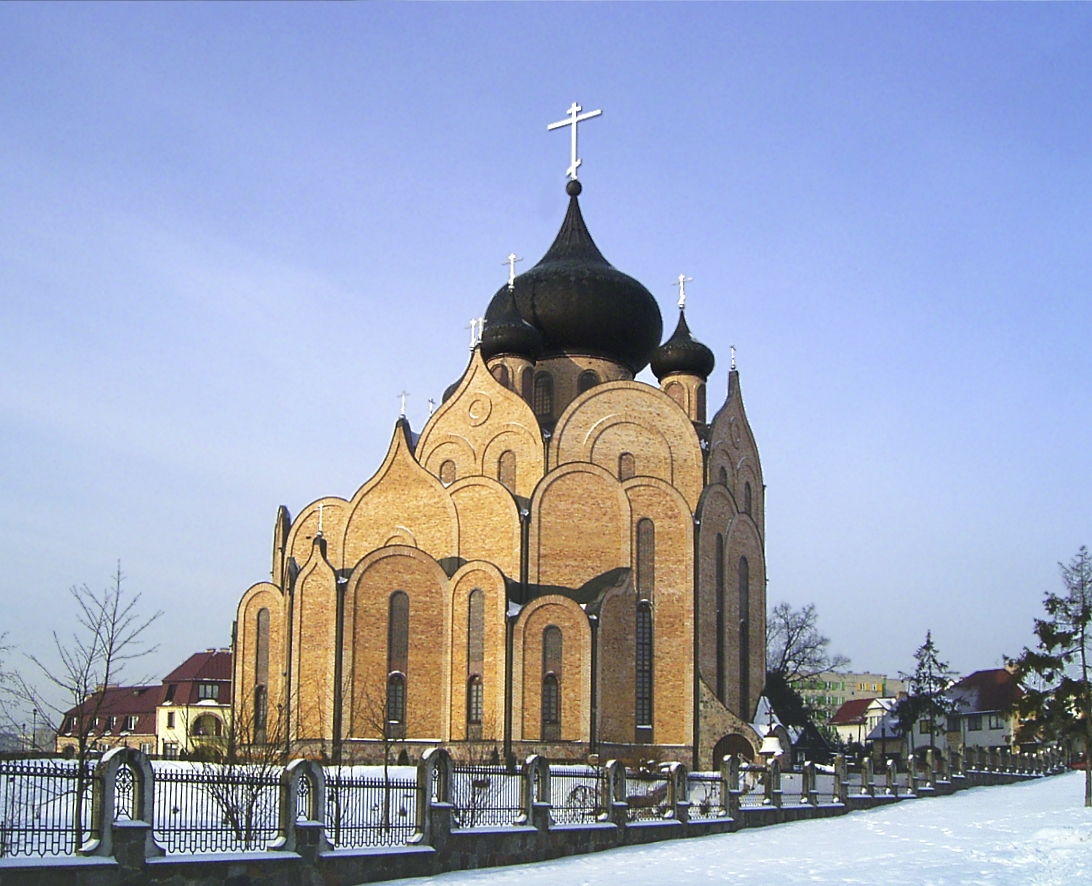
ビャウィストク聖神教会
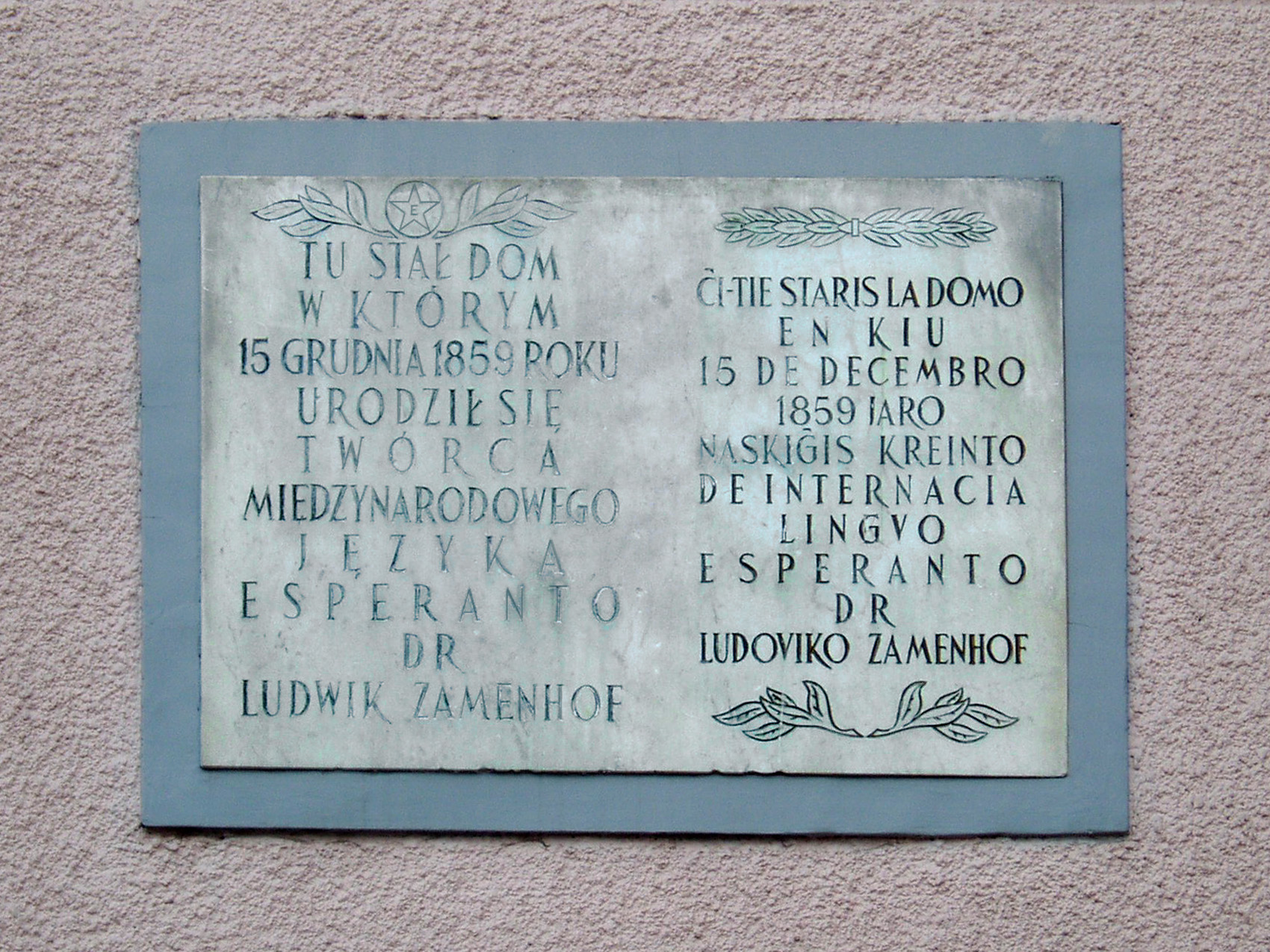
ザメンホフ生家跡（ザメンホフ通り）
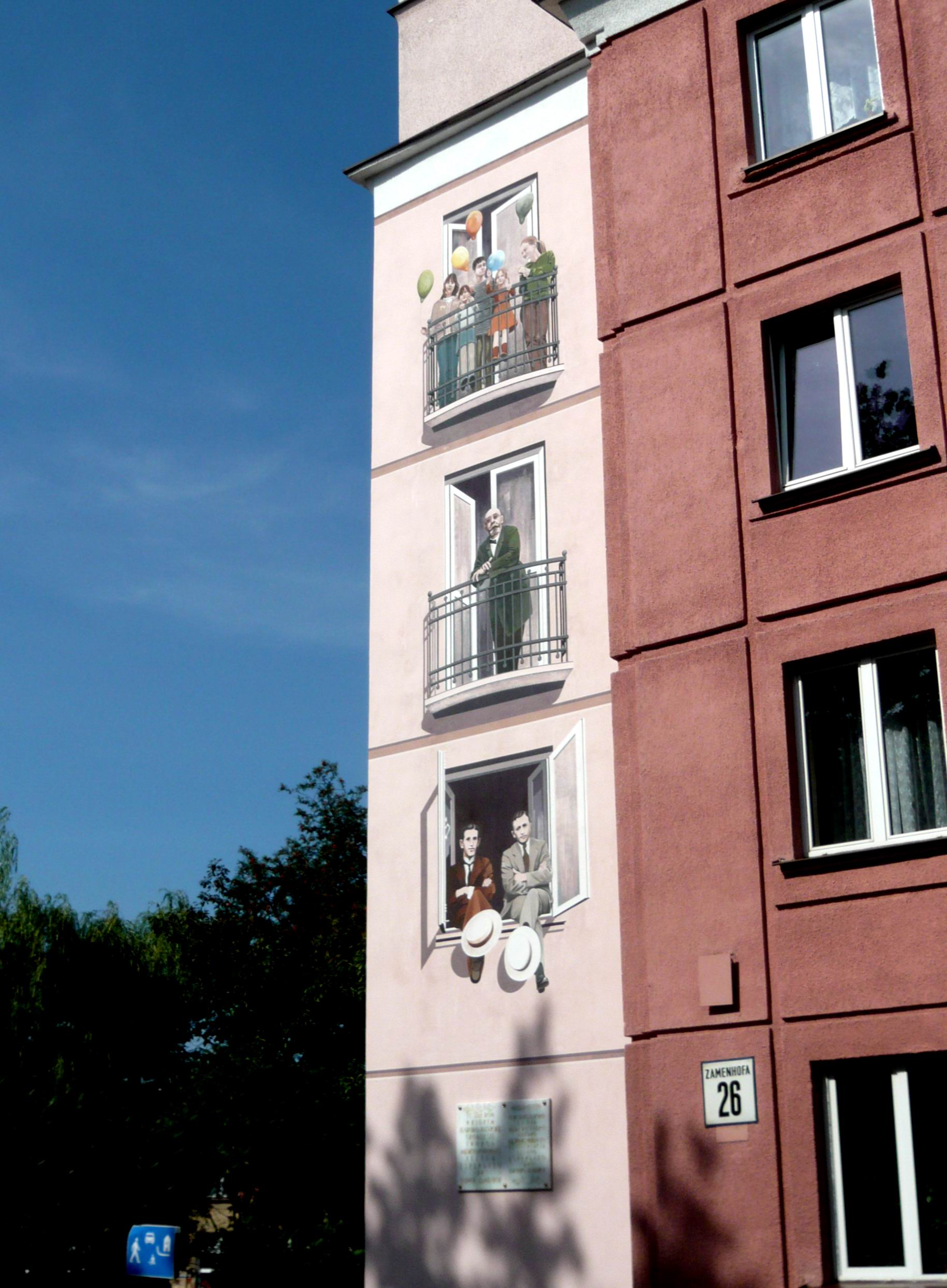
ザメンホフ通り

### ビェブジャ国立公園（Biebrzański Park Narodowy）
ラムサール条約で登録された「ビェブジャ・ナレフ大湿地帯」がある。古代から人と自然の調和の取れた暮らしが営まれ、さまざまな水鳥の大繁殖地となっている。2007年、NHKの番組「世界里山紀行」で紹介された。ビェブジャ国立公園公式サイト（英語・ポーランド語）あり。

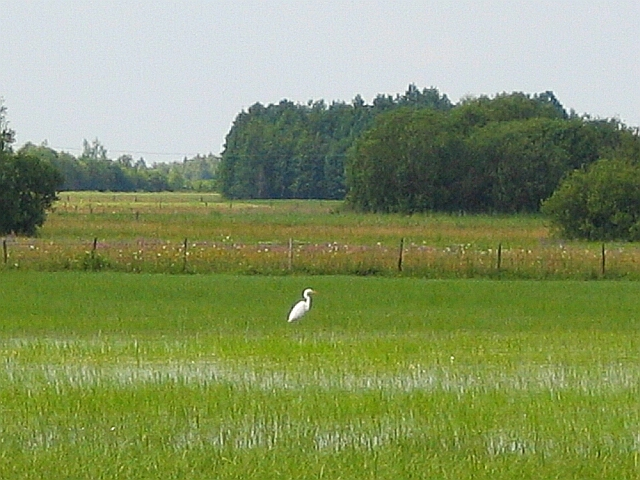
ビェブジャ国立公園
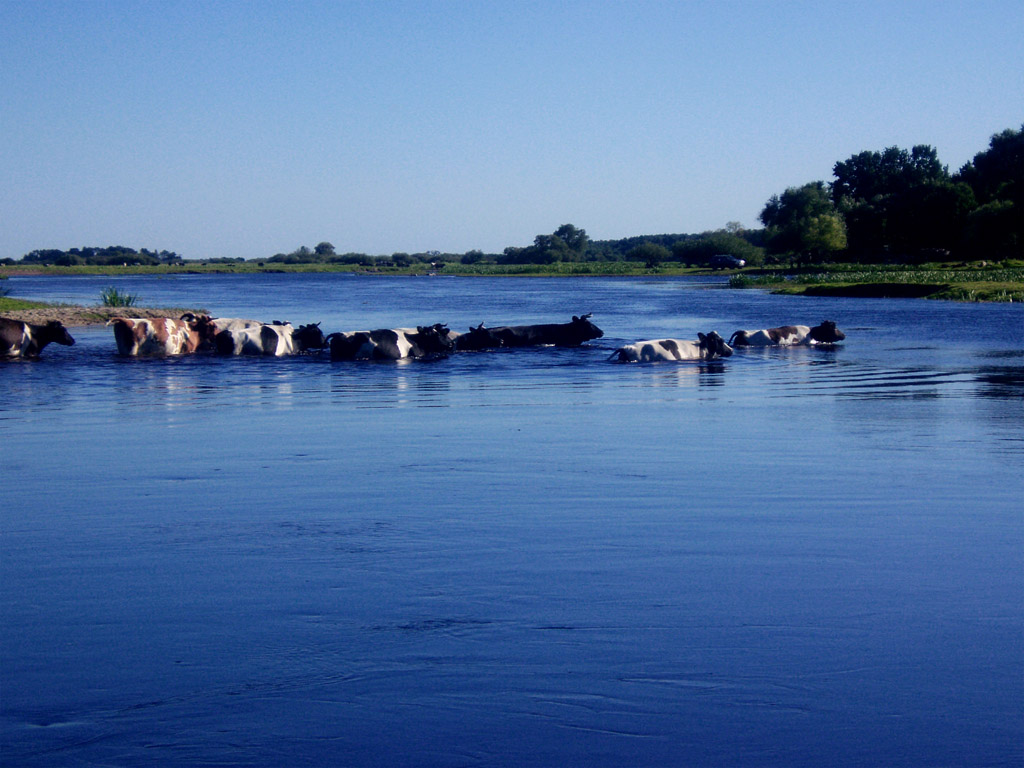
ビェブジャ国立公園

### ビャウォヴィエジャの森（Puszcza Białowieska）
ポドラシェ県からベラルーシに広がるヨーロッパ最大の原生林で、「ヨーロッパに残された最後の原生林」と呼ばれ、ユネスコ世界遺産に登録されている。野生のヨーロッパバイソン（ジュブル）の世界唯一の生息地。この森の大きなオークの木のいくつかには愛称がつけられている。この森のすぐそばにあるハイヌフカ（Hajnówka）はポーランドでも最も東方正教会が盛んな街のひとつ。ハイヌフカの公式サイト（英語・ポーランド語・ドイツ語）あり。中世からポーランドに住み着いたイスラム教徒のリプカ・タタール人も住んでおり、彼らの文化・宗教を守っている。

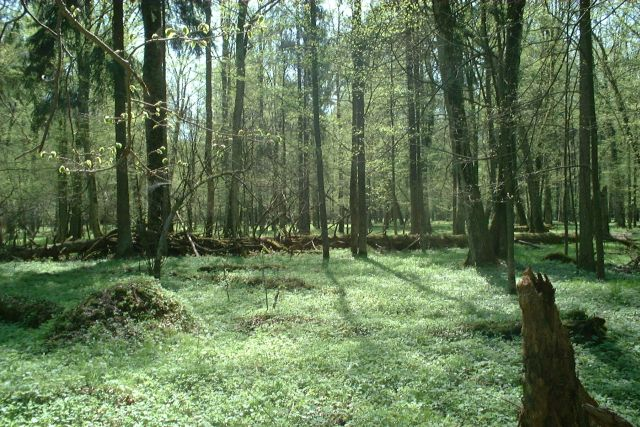
ビャウォヴィェジャの森
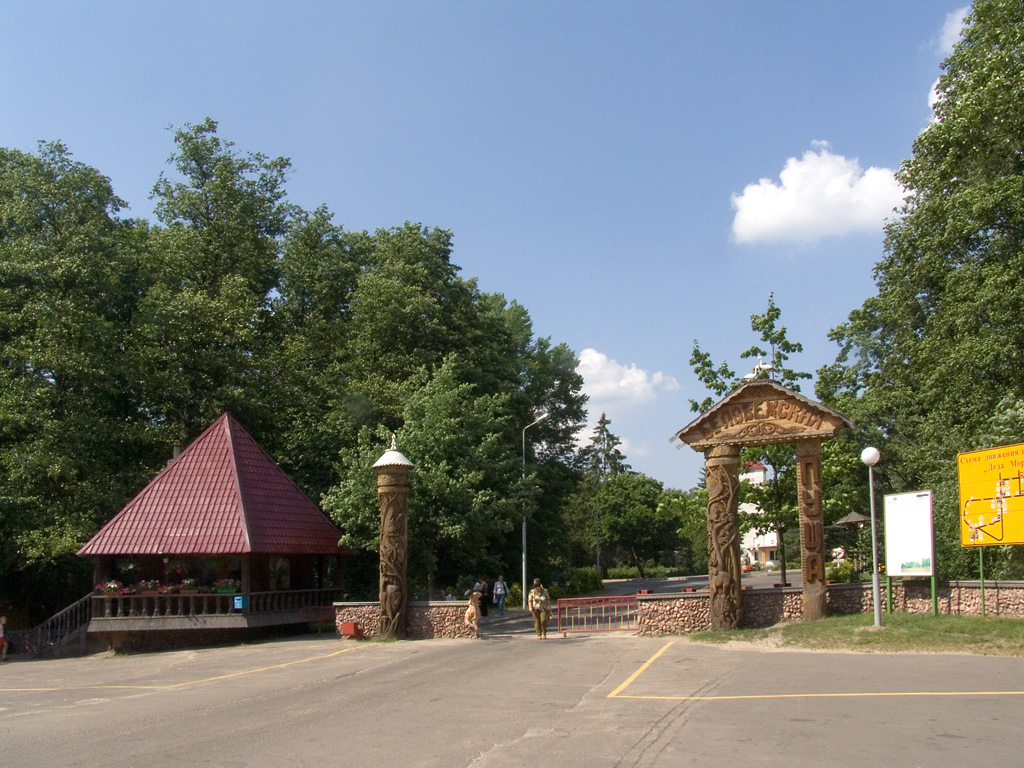
ビャウォヴィェジャ公園事務所
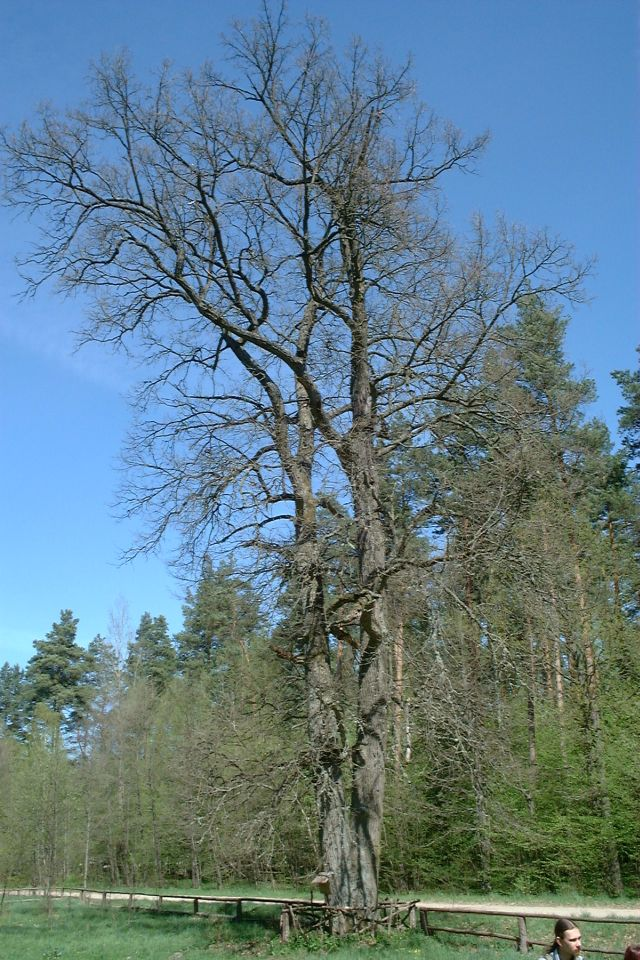
王の樫
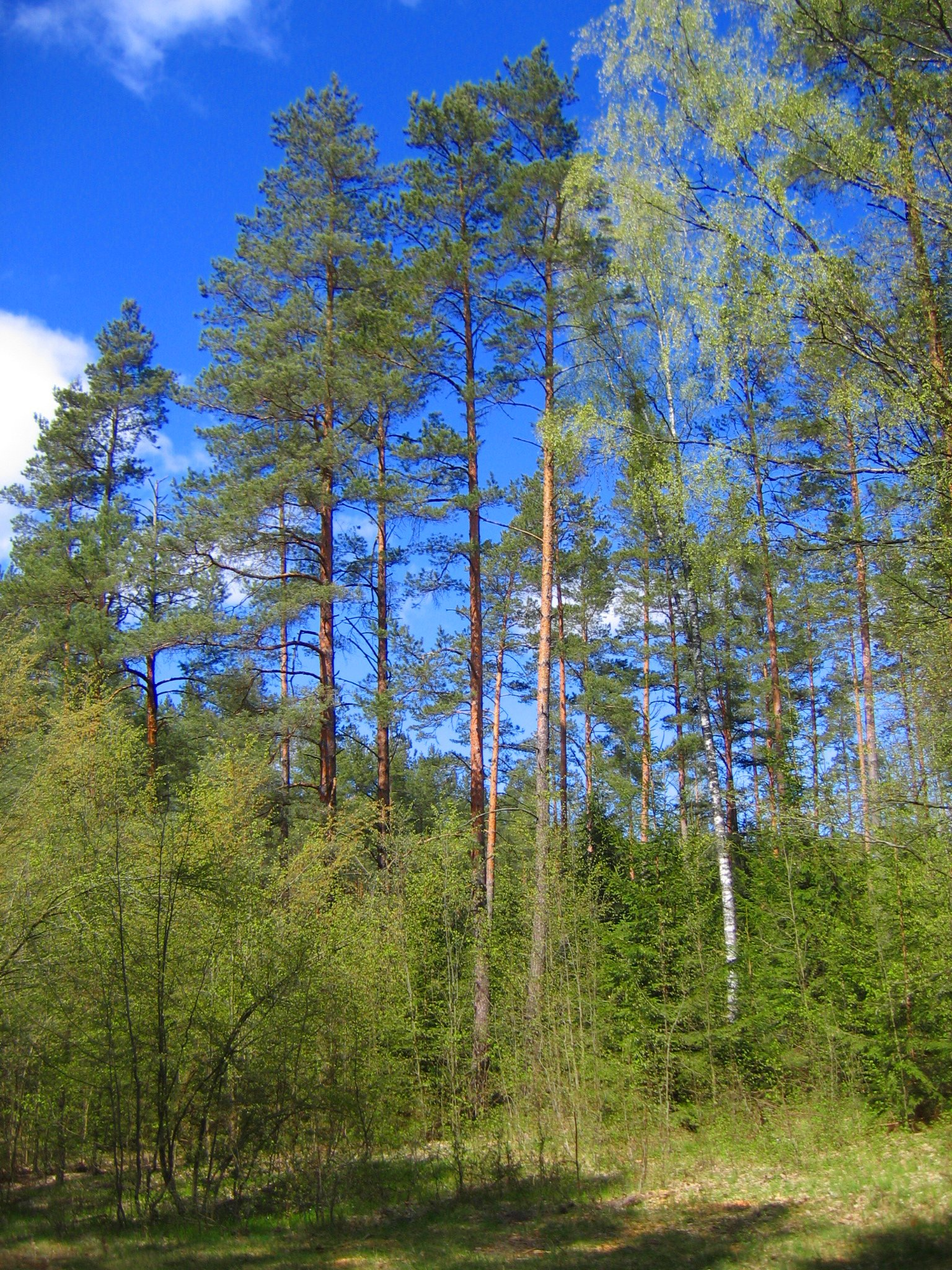
多様な植生
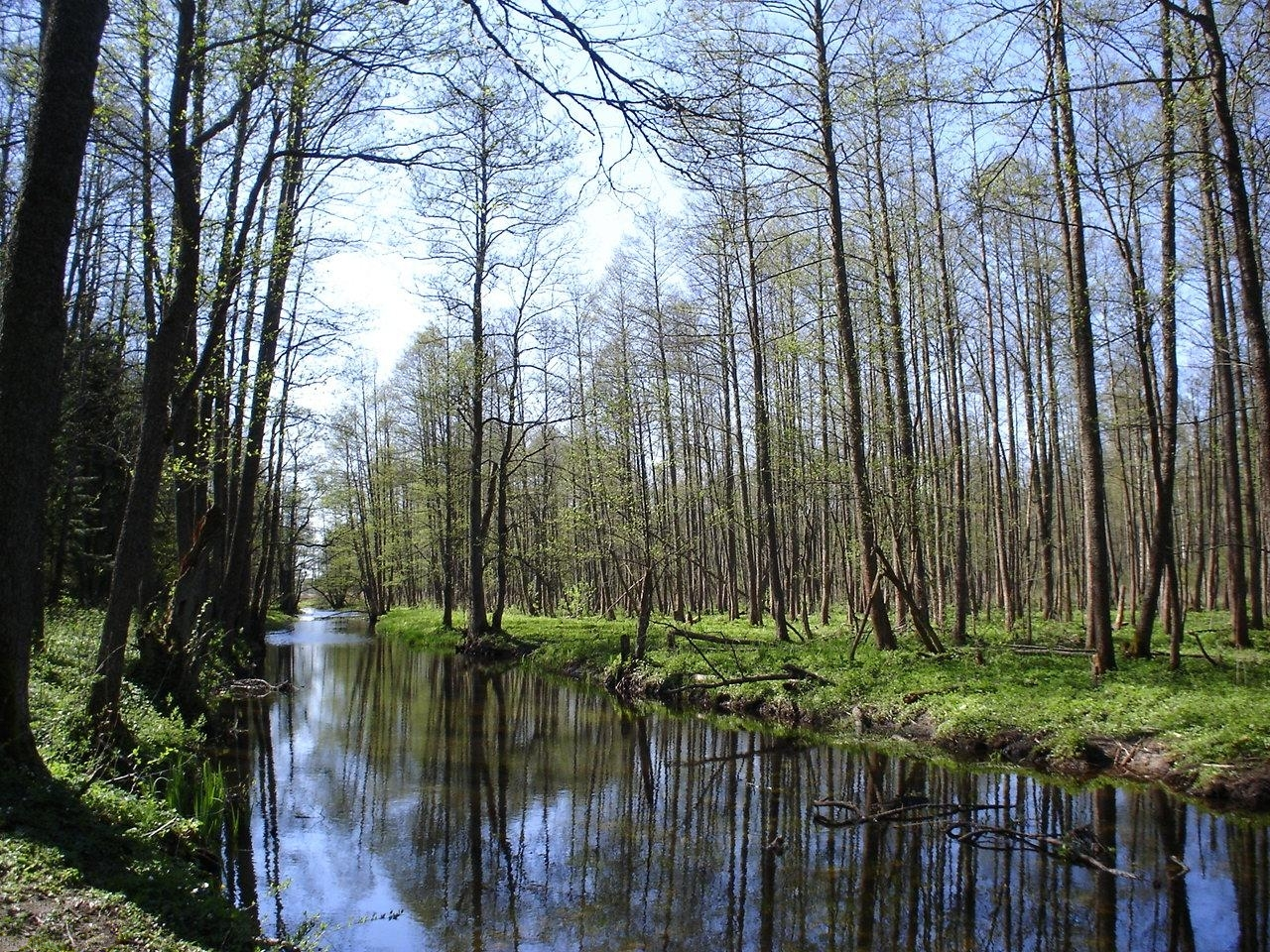
「王の樫」のルート
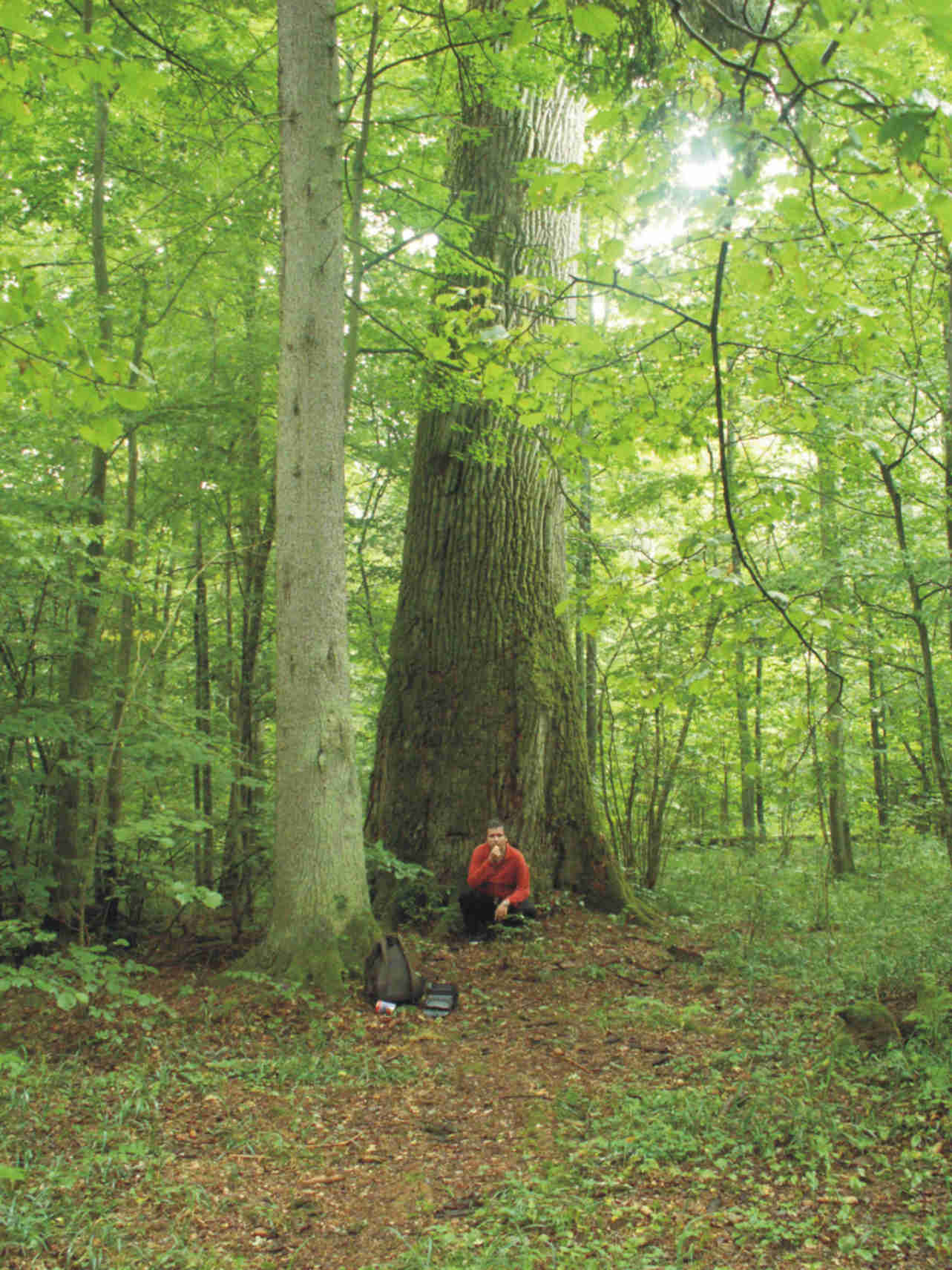
樫の木の下で
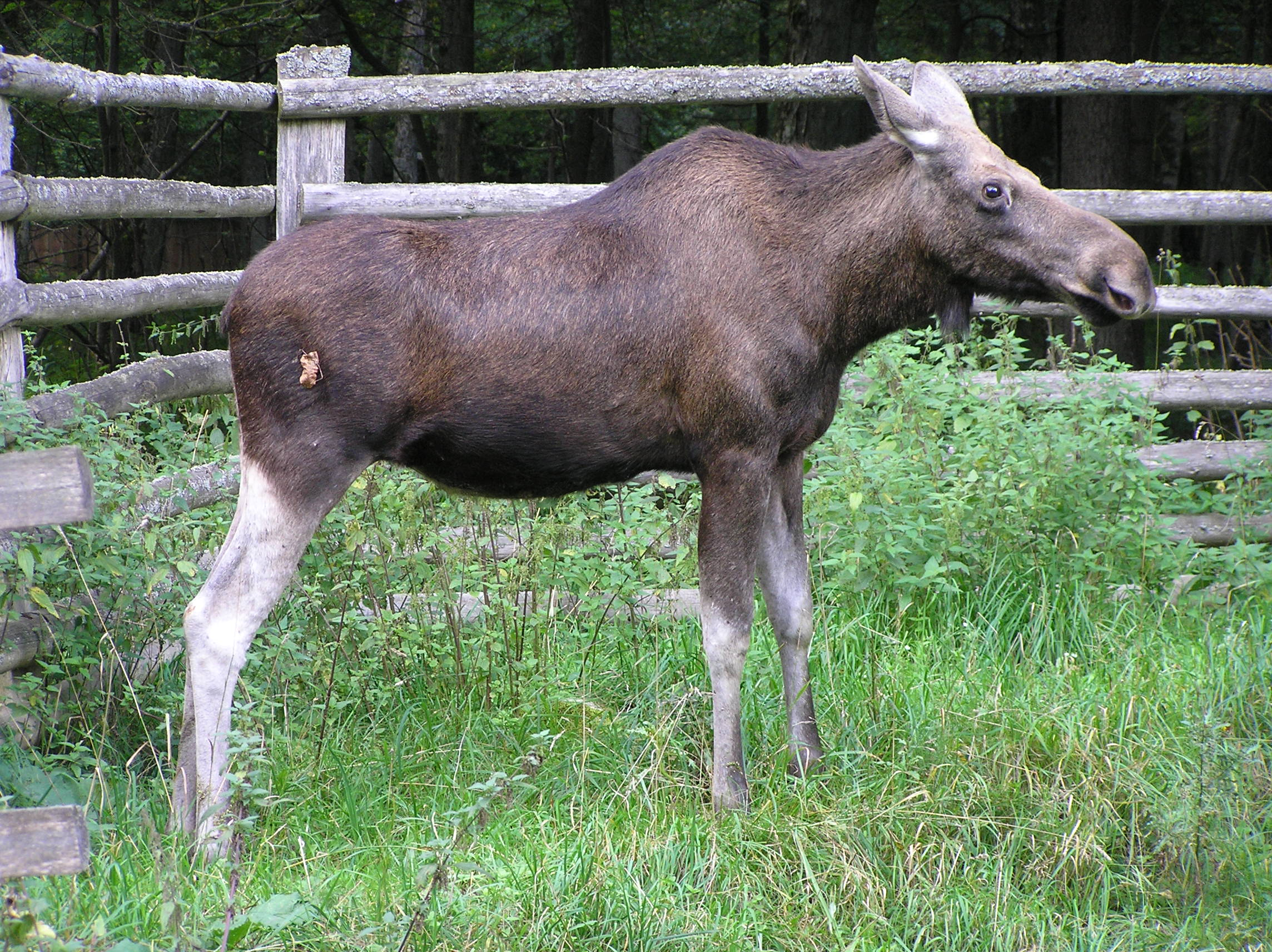
ヘラジカ
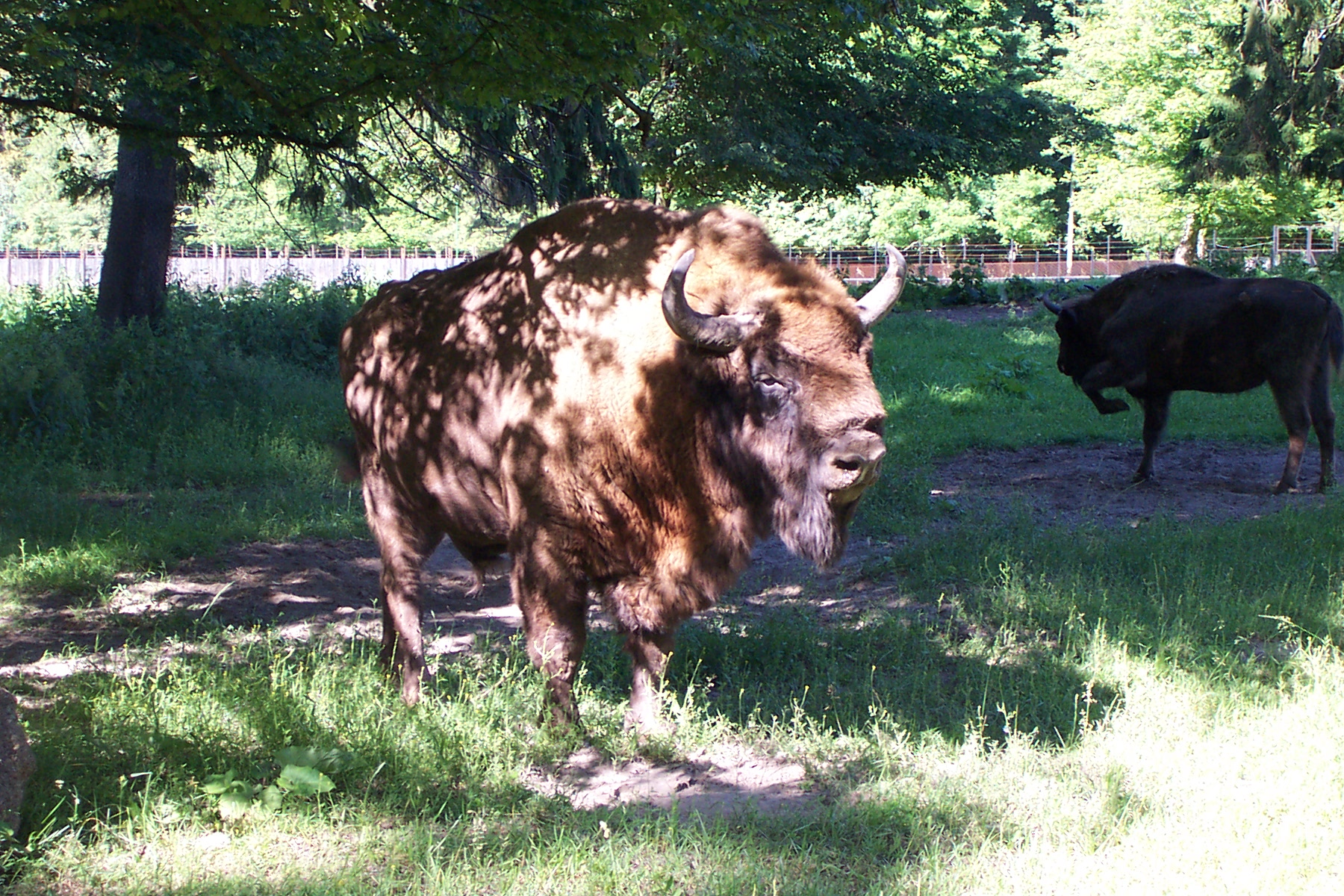
ジュブル（ヨーロッパバイソン）
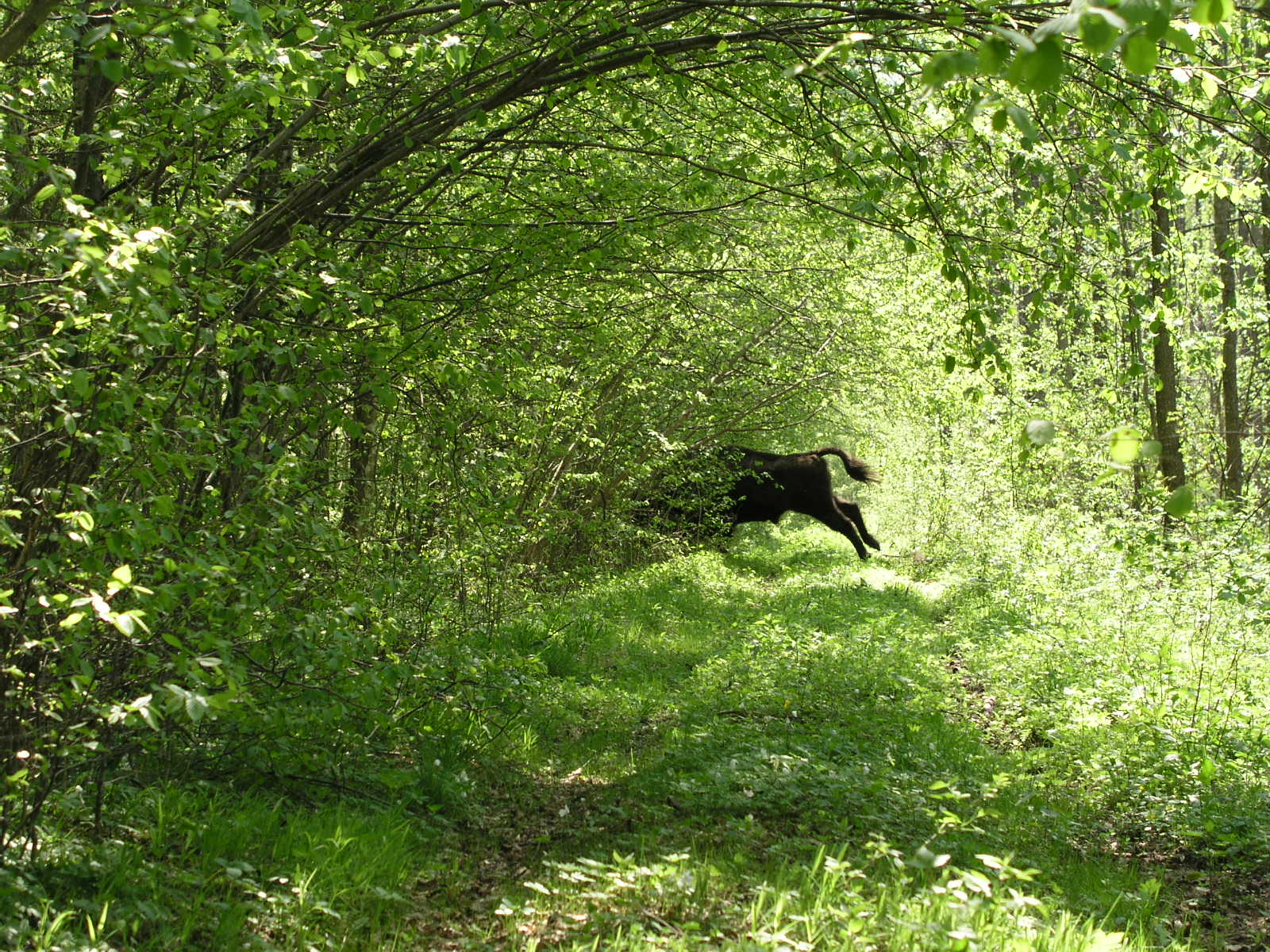
ジュブル（ヨーロッパバイソン）
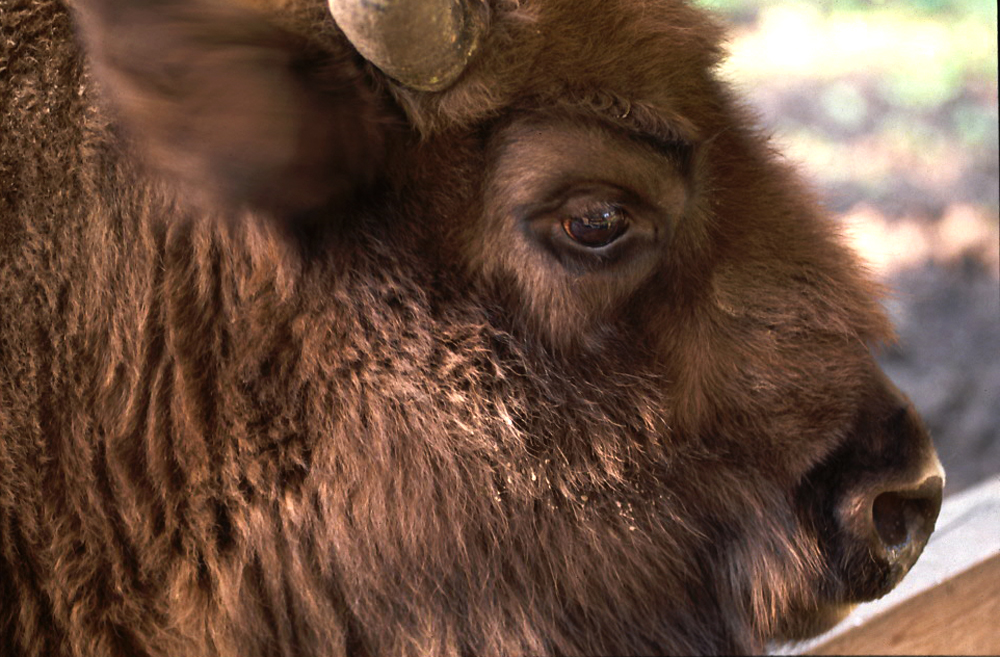
ジュブル（ヨーロッパバイソン）
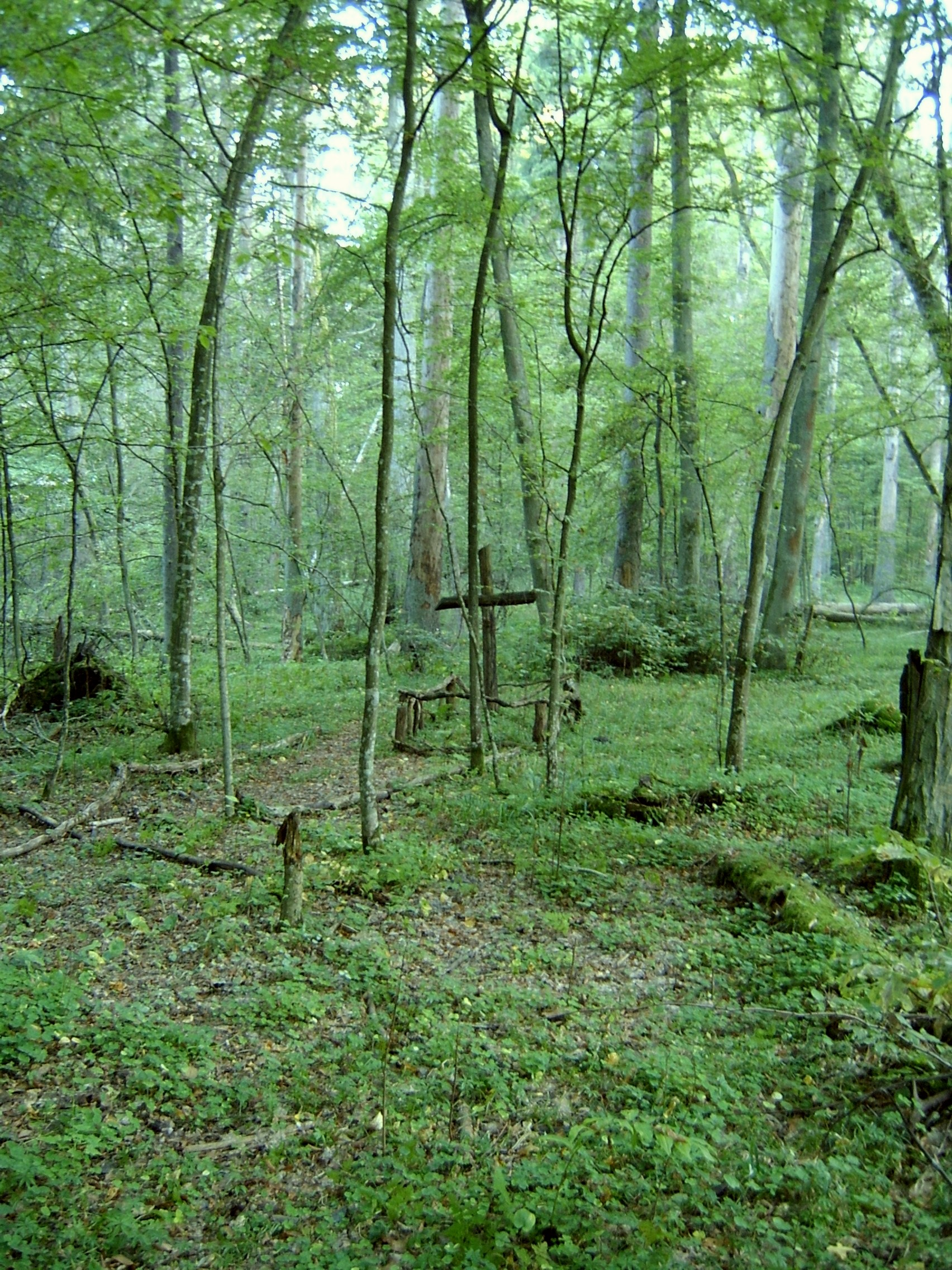
森の礼拝所

## スポーツ
- ヤギエロニア・ビャウィストク - サッカークラブ
- ヤギエロニア・ビャウィストク - フットサルクラブ
- シレプスク・スヴァウキ - 男子バレーボールクラブ
- BASビャウィストク - 男子バレーボールクラブ
- BASビャウィストク - 女子バレーボールクラブ
- ローランダーズ・ビャウィストク - アメリカンフットボールチーム